# Copa AFC 2023-24
La Copa AFC 2023-24 fue la 20.º y última edición del segundo torneo de fútbol más importante a nivel de clubes de Asia organizado por la Confederación Asiática de Fútbol.
Esta temporada fue parte de un calendario de transición que permitió que las competiciones de clubes de la AFC cambien de un calendario de primavera a otoño a un calendario de otoño a primavera.
El campeón del torneo fue Central Coast Mariners, que consiguió su primer título de la competición y clasificó a la Liga de Campeones Élite de la AFC 2024-25 en su fase de liga.

## Asignación geográfica de equipos por asociación
| Participación en la Copa AFC 2023-24 | Participación en la Copa AFC 2023-24 |
| ------------------------------------ | ------------------------------------ |
|                                      | Participante                         |
|                                      | No participante                      |

| Rank  | Rank  | Asociación miembro                   | Puntos                               | Cupos          | Cupos    |
| Rank  | Rank  | Asociación miembro                   | Puntos                               | Fase de grupos | Play-off |
| Zona  | AFC   | Asociación miembro                   | Puntos                               | Fase de grupos | Play-off |
| ----- | ----- | ------------------------------------ | ------------------------------------ | -------------- | -------- |
| –     | 10    | Jordania                             | 46.131                               | 1              | 0        |
| 1     | 13    | Irak                                 | 35.223                               | 2              | 0        |
| 2     | 18    | Líbano                               | 23.618                               | 2              | 0        |
| 3     | 22    | Kuwait                               | 18.307                               | 2              | 0        |
| 4     | 25    | Baréin                               | 16.812                               | 1              | 1        |
| 5     | 27    | Siria                                | 12.061                               | 1              | 1        |
| 6     | 31    | Palestina                            | 6.894                                | 1              | 1        |
| 7     | 34    | Omán                                 | 5.264                                | 0              | 1        |
| 8     | 41=   | Yemen                                | 0.000                                | 0              | 0        |
| Total | Total | Asociaciones participantes: máximo 9 | Asociaciones participantes: máximo 9 | 10             | 4        |
| Total | Total | Asociaciones participantes: máximo 9 | Asociaciones participantes: máximo 9 | 14             |          |

| Rank  | Rank  | Asociación miembro                   | Puntos                               | Cupos          | Cupos    |
| Rank  | Rank  | Asociación miembro                   | Puntos                               | Fase de grupos | Play-off |
| Zona  | AFC   | Asociación miembro                   | Puntos                               | Fase de grupos | Play-off |
| ----- | ----- | ------------------------------------ | ------------------------------------ | -------------- | -------- |
| 1     | 17    | India                                | 25.290                               | 1              | 1        |
| 2     | 21    | Bangladés                            | 19.452                               | 1              | 1        |
| 3     | 29    | Maldivas                             | 7.853                                | 1              | 1        |
| 4     | 36    | Nepal                                | 1.513                                | 0              | 1        |
| 5     | 38    | Sri Lanka                            | 0.785                                | 0              | 0        |
| 6     | 39    | Bután                                | 0.611                                | 0              | 1        |
| 7     | 41=   | Pakistán                             | 0.000                                | 0              | 0        |
| Total | Total | Asociaciones participantes: máximo 7 | Asociaciones participantes: máximo 7 | 3              | 5        |
| Total | Total | Asociaciones participantes: máximo 7 | Asociaciones participantes: máximo 7 | 8              |          |

| Rank  | Rank  | Asociación miembro                   | Puntos                               | Cupos          | Cupos    |
| Rank  | Rank  | Asociación miembro                   | Puntos                               | Fase de grupos | Play-off |
| Zona  | AFC   | Asociación miembro                   | Puntos                               | Fase de grupos | Play-off |
| ----- | ----- | ------------------------------------ | ------------------------------------ | -------------- | -------- |
| 1     | 12    | Tayikistán                           | 37.323                               | 1              | 1        |
| 2     | 16    | Turkmenistán                         | 27.871                               | 1              | 1        |
| 3     | 32    | Kirguistán                           | 5.962                                | 1              | 1        |
| 4     | 41=   | Afganistán                           | 0.000                                | 0              | 0        |
| Total | Total | Asociaciones participantes: máximo 4 | Asociaciones participantes: máximo 4 | 3              | 3        |
| Total | Total | Asociaciones participantes: máximo 4 | Asociaciones participantes: máximo 4 | 6              |          |

| Rank  | Rank  | Asociación miembro                    | Puntos                                | Cupos          | Cupos    |
| Rank  | Rank  | Asociación miembro                    | Puntos                                | Fase de grupos | Play-off |
| Zona  | AFC   | Asociación miembro                    | Puntos                                | Fase de grupos | Play-off |
| ----- | ----- | ------------------------------------- | ------------------------------------- | -------------- | -------- |
| –     | 14    | Vietnam                               | 34.937                                | 1              | 0        |
| 1     | 19    | Filipinas                             | 23.080                                | 2              | 0        |
| 2     | 20    | Malasia                               | 21.087                                | 2              | 0        |
| 3     | 23    | Australia                             | 17.277                                | 2              | 0        |
| 4     | 24    | Singapur                              | 17.016                                | 1              | 1        |
| 5     | 26    | Indonesia                             | 15.960                                | 1              | 1        |
| 6     | 28    | Birmania                              | 9.881                                 | 1              | 1        |
| 7     | 33    | Camboya                               | 5.672                                 | 0              | 1        |
| 8     | 37    | Laos                                  | 0.843                                 | 0              | 1        |
| 9     | 41=   | Brunéi                                | 0.000                                 | 0              | 1        |
| 10    | 41=   | Timor Oriental                        | 0.000                                 | 0              | 0        |
| Total | Total | Asociaciones participantes: máximo 11 | Asociaciones participantes: máximo 11 | 10             | 6        |
| Total | Total | Asociaciones participantes: máximo 11 | Asociaciones participantes: máximo 11 | 16             |          |

| Rank  | Rank  | Asociación miembro                   | Puntos                               | Cupos          | Cupos    |
| Rank  | Rank  | Asociación miembro                   | Puntos                               | Fase de grupos | Play-off |
| Zona  | AFC   | Asociación miembro                   | Puntos                               | Fase de grupos | Play-off |
| ----- | ----- | ------------------------------------ | ------------------------------------ | -------------- | -------- |
| 1     | 15    | Corea del Norte                      | 32.286                               | 0              | 0        |
| 2     | 30    | Macao                                | 6.981                                | 1              | 1        |
| 3     | 35    | China Taipéi                         | 4.072                                | 1              | 1        |
| 4     | 40    | Mongolia                             | 0.349                                | 1              | 0        |
| 5     | 41=   | Guam                                 | 0.000                                | 0              | 0        |
| 6     | 41=   | Islas Marianas del Norte             | 0.000                                | 0              | 0        |
| Total | Total | Asociaciones participantes: máximo 6 | Asociaciones participantes: máximo 6 | 3              | 2        |
| Total | Total | Asociaciones participantes: máximo 6 | Asociaciones participantes: máximo 6 | 5              |          |

## Equipos participantes
En la siguiente tabla, el número de torneos disputados (T. D.) y última aparición (U. A.), cuentan solo aquellas participaciones desde la temporada inaugural del torneo (incluyendo rondas de clasificación).
| Equipo           | Método de clasificación                             | T. D. (U. A.) |
| ---------------- | --------------------------------------------------- | ------------- |
| Al-Wehdat        | Campeón de la Copa de Jordania 2022                 | 11 (2019)     |
| Al-Zawraa        | Tercer lugar de la Liga Premier de Irak 2022-23     | 5 (2018)      |
| Al-Kahraba       | Quinto lugar de la Liga Premier de Irak 2022-23     | 1             |
| Al-Ahed          | Campeón de la Primera División de Líbano 2022-23    | 12 (2021)     |
| Nejmeh           | Subcampeón de la Primera División de Líbano 2022-23 | 11 (2022)     |
| Al-Kuwait        | Campeón de la Liga Premier de Kuwait 2022-23        | 12 (2022)     |
| Al-Arabi         | Subcampeón de la Liga Premier de Kuwait 2022-23     | 3 (2012)      |
| Al-Riffa         | Campeón de la Liga Premier de Baréin 2021-22        | 6 (2022)      |
| Al-Fotuwa        | Campeón de la Liga Premier de Siria 2022-23         | 1             |
| Jabal Al-Mukaber | Campeón de la Liga Premier de Cisjordania 2022-23   | 1             |

| Equipo            | Método de clasificación                                | T. D. (U. A.) |
| ----------------- | ------------------------------------------------------ | ------------- |
| Al-Khaldiya       | Campeón de la Copa del Rey de Baréin 2021-22           | 1             |
| Al-Ittihad        | Campeón de la Copa de Siria 2021-22                    | 5 (2019)      |
| Shabab Al-Khaleel | Tercer lugar de la Liga Premier de Cisjordania 2022-23 | 5 (2020)      |
| Al-Nahda          | Campeón de la Liga Profesional de Omán 2022-23         | 3 (2010)      |

| Equipo            | Método de clasificación                         | T. D. (U. A.) |
| ----------------- | ----------------------------------------------- | ------------- |
| Odisha            | Ganador del play-off clasificatorio 2 2022-23   | 1             |
| Bashundhara Kings | Campeón de la Liga Premier de Bangladés 2021-22 | 4 (2022)      |
| Maziya            | Campeón de la Liga Premier de Maldivas 2022     | 9 (2022)      |

| Equipo          | Método de clasificación                            | T. D. (U. A.) |
| --------------- | -------------------------------------------------- | ------------- |
| ATK Mohun Bagan | Ganador del play-off clasificatorio 3 2022-23      | 3 (2022)      |
| Dhaka Abahani   | Subcampeón de la Liga Premier de Bangladés 2021-22 | 6 (2022)      |
| Eagles          | Subcampeón de la Liga Premier de Maldivas 2022     | 2 (2021)      |
| Machhindra      | Campeón de la Liga de Fútbol de Nepal 2022         | 2 (2022)      |
| Paro            | Campeón de la Liga Nacional de Bután 2022          | 3 (2022)      |

| Equipo          | Método de clasificación                             | T. D. (U. A.) |
| --------------- | --------------------------------------------------- | ------------- |
| Ravshan Kulob   | Subcampeón de la Liga de Fútbol de Tayikistán 2022  | 2 (2012)      |
| Altyn Asyr      | Subcampeón de la Liga Superior de Turkmenistán 2022 | 9 (2022)      |
| Abdish-Ata Kant | Campeón de la Liga Premier de Kirguistán 2022       | 1             |

| Equipo   | Método de clasificación                               | T. D. (U. A.) |
| -------- | ----------------------------------------------------- | ------------- |
| Khujand  | Tercer lugar de la Liga de Fútbol de Tayikistán 2022  | 6 (2022)      |
| Merw     | Tercer lugar de la Liga Superior de Turkmenistán 2022 | 2 (2006)      |
| Alay Osh | Subcampeón de la Liga Premier de Kirguistán 2022      | 7 (2021)      |

| Equipo                 | Método de clasificación                                      | T. D. (U. A.) |
| ---------------------- | ------------------------------------------------------------ | ------------- |
| Hải Phòng              | Subcampeón de la V. League 1 2022                            | 1             |
| Dynamic Herb Cebu      | Subcampeón de la Philippines Football League 2022-23         | 1             |
| Stallion Laguna        | Tercer puesto de la Philippines Football League 2022-23      | 1             |
| Terengganu             | Subcampeón de la Superliga de Malasia 2022                   | 2 (2012)      |
| Sabah                  | Tercer lugar de la Superliga de Malasia 2022                 | 1             |
| Macarthur              | Campeón de la Copa Australia 2022                            | 1             |
| Central Coast Mariners | Segundo lugar de la temporada regular de la A-League 2022-23 | 1             |
| Hougang United         | Campeón de la Copa de Singapur 2022                          | 3 (2022)      |
| Bali United            | Ganador de la eliminatoria clasificatorio 2022-23            | 5 (2022)      |
| Shan United            | Campeón de la Liga Nacional de Birmania 2022                 | 4 (2020)      |

| Equipo           | Método de clasificación                            | T. D. (U. A.) |
| ---------------- | -------------------------------------------------- | ------------- |
| Tampines Rovers  | Tercer lugar de la Liga Premier de Singapur 2022   | 14 (2022)     |
| PSM Makassar     | Perdedor de la eliminatoria clasificatorio 2022-23 | 4 (2022)      |
| Yangon United    | Subcampeón de la Liga Nacional de Birmania 2022    | 8 (2020)      |
| Phnom Penh Crown | Campeón de la Liga C de Camboya 2022               | 2 (2022)      |
| Young Elephants  | Campeón de la Liga Premier de Laos 2022            | 2 (2022)      |
| DPMM             | Campeón de la Copa FA de Brunéi 2022               | 1             |

| Equipo       | Método de clasificación                             | T. D. (U. A.) |
| ------------ | --------------------------------------------------- | ------------- |
| Chao Pak Kei | Campeón de la Liga de Elite 2022                    | 2 (2020)      |
| Tainan City  | Campeón de la Liga Premier de Fútbol de Taiwán 2022 | 2 (2022)      |
| Ulaanbaatar  | Campeón de la Liga de Fútbol de Mongolia 2022-23    | 1             |

| Equipo          | Método de clasificación                                | T. D. (U. A.) |
| --------------- | ------------------------------------------------------ | ------------- |
| Monte Carlo     | Subcampeón de la Liga de Elite 2022                    | 1             |
| Taichung Futuro | Subcampeón de la Liga Premier de Fútbol de Taiwán 2022 | 1             |

## Calendario
El calendario de la competición fue confirmado por la AFC.
| Fase         | Ronda                                | Sorteo                  | Ida | Vuelta                                                                           |
| ------------ | ------------------------------------ | ----------------------- | --- | -------------------------------------------------------------------------------- |
| Preliminar   | Ronda preliminar 1                   | —                       | 8–9 de agosto de 2023 | 8–9 de agosto de 2023                                                            |
| Preliminar   | Ronda preliminar 2                   | —                       | 15–16 de agosto de 2023 | 15–16 de agosto de 2023                                                          |
| Play-off     | Play-off                             | —                       | 22–23 de agosto de 2023 | 22–23 de agosto de 2023                                                          |
| Grupos       | Jornada 1                            | 24 de agosto de 2023    | 18–19 de septiembre de 2023 (W, S), 20–21 de septiembre de 2023 (C, A, E)                                                   | 18–19 de septiembre de 2023 (W, S), 20–21 de septiembre de 2023 (C, A, E)        |
| Grupos       | Jornada 2                            | 24 de agosto de 2023    | 2–3 de octubre de 2023 (W, S), 4–5 de octubre de 2023 (C, A, E)                                                             | 2–3 de octubre de 2023 (W, S), 4–5 de octubre de 2023 (C, A, E)                  |
| Grupos       | Jornada 3                            | 24 de agosto de 2023    | 23–24 de octubre de 2023 (W, S), 25–26 de octubre de 2023 (C, A, E)                                                         | 23–24 de octubre de 2023 (W, S), 25–26 de octubre de 2023 (C, A, E)              |
| Grupos       | Jornada 4                            | 24 de agosto de 2023    | 6–7 de noviembre de 2023 (W, S), 8–9 de noviembre de 2023 (C, A, E)                                                         | 6–7 de noviembre de 2023 (W, S), 8–9 de noviembre de 2023 (C, A, E)              |
| Grupos       | Jornada 5                            | 24 de agosto de 2023    | 27–28 de noviembre de 2023 (W, S), 29–30 de noviembre de 2023 (C, A, E)                                                     | 27–28 de noviembre de 2023 (W, S), 29–30 de noviembre de 2023 (C, A, E)          |
| Grupos       | Jornada 6                            | 24 de agosto de 2023    | 11–12 de diciembre de 2023 (W, S), 13–14 de diciembre de 2023 (C, A, E)                                                     | 11–12 de diciembre de 2023 (W, S), 13–14 de diciembre de 2023 (C, A, E)          |
| Eliminatoria | Semifinales zonales                  | No hay                  | 12–13 de febrero de 2024 (W), 5–6 de febrero de 2024 (A) (partido único)                                                    | 19–20 de febrero de 2024 (W)                                                     |
| Eliminatoria | Final zonal                          | 21 de diciembre de 2023 | 16 de abril de 2024 (W), 13 de febrero de 2024 (S), 14 de febrero de 2024 (C, E), 22 de febrero de 2024 (A) (partido único) | 23 de abril de 2024 (W), 20 de febrero de 2024 (S), 21 de febrero de 2024 (C, E) |
| Eliminatoria | Semifinales del play-off inter-zonal | 21 de diciembre de 2023 | 6–7 de marzo de 2024 | 13–14 de marzo de 2024                                                           |
| Eliminatoria | Final del play-off inter-zonal       | 21 de diciembre de 2023 | 17 de abril de 2024 | 24 de abril de 2024                                                              |
| Eliminatoria | Final                                | 21 de diciembre de 2023 | 5 de mayo de 2024 | 5 de mayo de 2024                                                                |

Notas
- A: Zona ASEAN
- C: Zona de Asia Central
- E: Zona de Asia Oriental
- S: Zona del Sur de Asia
- W: Zona del Oeste de Asia

## Sorteo
El sorteo de la Fase de grupos se celebró el 24 de agosto de 2023 a las 14:00 MYT (UTC+8), en la sede de la AFC en Kuala Lumpur, Malasia. Los 36 equipos se dividieron en nueve grupos de cuatro: tres grupos en la Zona del Oeste (Grupos A-C), un grupo en la Zona del Sur de Asia (Grupo D), un grupo en la Zona de Asia Central (Grupo E), tres grupos en la Zona ASEAN (Grupos F-H) y un grupo en la Zona de Asia Oriental (Grupo I). Los equipos de una misma asociación no se podían incluir en el mismo grupo, a menos que provenían de la ronda clasificatoria. Los equipos se asignaron en bombos y se colocaron en las posiciones relevantes dentro de cada grupo en consideración al equilibrio técnico entre los mismos.
| Bombo   | Bombo 1                           | Bombo 2                            | Bombo 3                                  | Bombo 4                            |
| ------- | --------------------------------- | ---------------------------------- | ---------------------------------------- | ---------------------------------- |
| Equipos | - Al-Wehdat - Al-Zawraa - Al-Ahed | - Al-Kuwait - Al-Riffa - Al-Fotuwa | - Jabal Al-Mukaber - Al-Kahraba - Nejmeh | - Al-Arabi - Al-Nahda - Al-Ittihad |

| Bombo   | Bombo 1                                      | Bombo 2                                    | Bombo 3                                 | Bombo 4                                                    |
| ------- | -------------------------------------------- | ------------------------------------------ | --------------------------------------- | ---------------------------------------------------------- |
| Equipos | - Hải Phòng - Dynamic Herb Cebu - Terengganu | - Macarthur - Hougang United - Bali United | - Shan United - Stallion Laguna - Sabah | - Central Coast Mariners - Phnom Penh Crown - PSM Makassar |

## Fase clasificatoria
En la fase clasificatoria, cada eliminatoria se jugó como un partido único. Prórroga y tanda de penaltis se utilizaron para decidir el ganador si era necesario.
El cuadro de la fase clasificatoria para cada región se determinó en función de la clasificación de la asociación de cada equipo en donde se debieron disputar rondas preliminares, con el equipo de la asociación de mayor clasificación como anfitrión del partido. Los equipos de la misma asociación no se podían colocar en la misma eliminatoria. Los tres ganadores de la ronda de play-off avanzaron a la Fase de grupos para completar a los participantes directos.

### Ronda preliminar 1
- Un total de dos clubes ingresaron a la Ronda preliminar 1.
- Partido el 8 de agosto de 2023.
| Equipo 1   | Resultado | Equipo 2 |
| ---------- | --------- | -------- |
| Machhindra | 3–2       | Paro     |

### Ronda preliminar 2
- Un total de 10 equipos jugaron en la Ronda preliminar 2: nueve equipos entraron en esta ronda y el ganador de la Ronda preliminar 1.
- Partidos el 15 y 16 de agosto de 2023.
| Equipo 1        | Resultado | Equipo 2   |
| --------------- | --------- | ---------- |
| ATK Mohun Bagan | 3–1       | Machhindra |
| Dhaka Abahani   | 2–1       | Eagles     |

| Equipo 1 | Resultado | Equipo 2 |
| -------- | --------- | -------- |
| Merw     | 1–0       | Alay Osh |

| Equipo 1         | Resultado | Equipo 2        |
| ---------------- | --------- | --------------- |
| Phnom Penh Crown | 3–0       | Young Elephants |
| Yangon United    | 2–1       | DPMM            |

### Ronda de play-off
- Un total de 14 equipos jugaron en la Ronda de play-off: nueve equipos entraron en esta ronda y los cinco ganadores de la Ronda preliminar 2.
- Partidos el 22 y 23 de agosto de 2023.
| Equipo 1    | Resultado | Equipo 2          |
| ----------- | --------- | ----------------- |
| Al-Khaldiya | 2–3       | Al-Nahda          |
| Al-Ittihad  | 2–1       | Shabab Al-Khaleel |

| Equipo 1        | Resultado | Equipo 2      |
| --------------- | --------- | ------------- |
| ATK Mohun Bagan | 3–1       | Dhaka Abahani |

| Equipo 1 | Resultado   | Equipo 2 |
| -------- | ----------- | -------- |
| Khujand  | 1–2 (t. s.) | Merw     |

| Equipo 1        | Resultado | Equipo 2         |
| --------------- | --------- | ---------------- |
| Tampines Rovers | 2–3       | Phnom Penh Crown |
| PSM Makassar    | 4–0       | Yangon United    |

| Equipo 1    | Resultado | Equipo 2        |
| ----------- | --------- | --------------- |
| Monte Carlo | 1–2       | Taichung Futuro |

## Fase de grupos
Los 36 equipos se dividieron en nueve grupos de cuatro equipos cada uno.
Criterios de desempate
Los equipos se clasificaron por puntos (3 puntos por una victoria, un punto por un empate, 0 puntos por una derrota). En caso de empate a puntos, los desempates se aplicaron en el siguiente orden (Artículo 8.3 del reglamento):
1. Puntos en partidos cara a cara entre equipos empatados;
2. Diferencia de goles en partidos cara a cara entre equipos empatados;
3. Goles anotados en partidos cara a cara entre equipos empatados;
4. Goles de visitante anotados en partidos cara a cara entre equipos empatados;
5. Si más de dos equipos estaban empatados, y después de aplicar todos los criterios de cara a cara anteriores, si un subconjunto de equipos todavía estaba empatado, todos los criterios de cara a cara anteriores se volvían a aplicar exclusivamente a este subconjunto de equipos;
6. Diferencia de goles en todos los partidos de grupo;
7. Goles anotados en todos los partidos del grupo;
8. Tanda de penaltis si solamente dos equipos que se enfrentaban en la última fecha del grupo estaban empatados;
9. Puntos disciplinarios (tarjeta amarilla = 1 punto, tarjeta roja como resultado de dos tarjetas amarillas = 3 puntos, tarjeta roja directa = 3 puntos, tarjeta amarilla seguida de tarjeta roja directa = 4 puntos);
10. Ranking AFC de la asociación.

### Grupo A
| Pos. | Equipo           | Pts. | PJ | G | E | P | GF | GC | Dif. | Clasificación       |  | NAH   | AHE   | FOT   | JMK   |
| ---- | ---------------- | ---- | -- | - | - | - | -- | -- | ---- | ------------------- |  | ----- | ----- | ----- | ----- |
| 1    | Al-Nahda         | 9    | 4  | 3 | 0 | 1 | 6  | 4  | +2   | Semifinales zonales |  | —     | 2–1   | 2–1   | Canc. |
| 2    | Al-Ahed          | 6    | 4  | 2 | 0 | 2 | 5  | 5  | 0    | Semifinales zonales |  | 2–1   | —     | 2–1   | Canc. |
| 3    | Al-Fotuwa        | 3    | 4  | 1 | 0 | 3 | 3  | 5  | −2   |                     |  | 0–1   | 1–0   | —     | Canc. |
| 4    | Jabal Al-Mukaber | 0    | 0  | 0 | 0 | 0 | 0  | 0  | 0    | Retirado            |  | Canc. | Canc. | Canc. | —     |

 Fuente: AFC
Notas:
1. ↑  Jabal Al-Mukaber se retiró del torneo debido al conflicto israelí-palestino de 2023.[8]

| \| Fecha \| Estadio (ciudad) \| Local \| Resultado \| Visitante \| \| ------------------------ \| -------------------------------------------------------------- \| ---------------- \| --------- \| ---------------- \| \| 18 de septiembre de 2023 \| Estadio Al-Seeb (Mascate, Omán) \| Al-Ahed \| 2 – 1 \| Al-Nahda \| \| \| \| Jabal Al-Mukaber \| Cancelado \| Al-Fotuwa \| \| 2 de octubre de 2023 \| Estadio Príncipe Abdullah bin Jalawi (Al-Hasa, Arabia Saudita) \| Al-Fotuwa \| 1 – 0 \| Al-Ahed \| \| \| Estadio Príncipe Abdullah bin Jalawi (Al-Hasa, Arabia Saudita) \| Al-Nahda \| Cancelado \| Jabal Al-Mukaber \| \| 23 de octubre de 2023 \| Complejo Deportivo del Sultan Qaboos (Mascate) \| Al-Nahda \| 2 – 1 \| Al-Fotuwa \| \| \| \| Al-Ahed \| Cancelado \| Jabal Al-Mukaber \| \| 6 de noviembre de 2023 \| Estadio Rey Abdul Aziz (La Meca, Arabia Saudita) \| Al-Fotuwa \| 0 – 1 \| Al-Nahda \| \| \| \| Jabal Al-Mukaber \| Cancelado \| Al-Ahed \| \| 27 de noviembre de 2023 \| Al Buraimi Sport Complex (Al Buraimi) \| Al-Nahda \| 2 – 1 \| Al-Ahed \| \| \| \| Al-Fotuwa \| Cancelado \| Jabal Al-Mukaber \| \| 12 de diciembre de 2023 \| Estadio Al-Seeb (Mascate, Omán) \| Al-Ahed \| 2 – 1 \| Al-Fotuwa \| \| \| \| Jabal Al-Mukaber \| Cancelado \| Al-Nahda \| |                                                                |                  |           |                  |
| Fecha | Estadio (ciudad)                                               | Local            | Resultado | Visitante        |
| 18 de septiembre de 2023 | Estadio Al-Seeb (Mascate, Omán)                                | Al-Ahed          | 2 – 1     | Al-Nahda         |
| |                                                                | Jabal Al-Mukaber | Cancelado | Al-Fotuwa        |
| 2 de octubre de 2023 | Estadio Príncipe Abdullah bin Jalawi (Al-Hasa, Arabia Saudita) | Al-Fotuwa        | 1 – 0     | Al-Ahed          |
| | Estadio Príncipe Abdullah bin Jalawi (Al-Hasa, Arabia Saudita) | Al-Nahda         | Cancelado | Jabal Al-Mukaber |
| 23 de octubre de 2023 | Complejo Deportivo del Sultan Qaboos (Mascate)                 | Al-Nahda         | 2 – 1     | Al-Fotuwa        |
| |                                                                | Al-Ahed          | Cancelado | Jabal Al-Mukaber |
| 6 de noviembre de 2023 | Estadio Rey Abdul Aziz (La Meca, Arabia Saudita)               | Al-Fotuwa        | 0 – 1     | Al-Nahda         |
| |                                                                | Jabal Al-Mukaber | Cancelado | Al-Ahed          |
| 27 de noviembre de 2023 | Al Buraimi Sport Complex (Al Buraimi)                          | Al-Nahda         | 2 – 1     | Al-Ahed          |
| |                                                                | Al-Fotuwa        | Cancelado | Jabal Al-Mukaber |
| 12 de diciembre de 2023 | Estadio Al-Seeb (Mascate, Omán)                                | Al-Ahed          | 2 – 1     | Al-Fotuwa        |
| |                                                                | Jabal Al-Mukaber | Cancelado | Al-Nahda         |

### Grupo B
| Pos. | Equipo     | Pts. | PJ | G | E | P | GF | GC | Dif. | Clasificación       |     | KAH | WEH | KUW | ITI |
| ---- | ---------- | ---- | -- | - | - | - | -- | -- | ---- | ------------------- | --- | --- | --- | --- | --- |
| 1    | Al-Kahraba | 13   | 6  | 4 | 1 | 1 | 10 | 5  | +5   | Semifinales zonales |     | —   | 3–1 | 0–0 | 3–1 |
| 2    | Al-Wehdat  | 10   | 6  | 3 | 1 | 2 | 10 | 7  | +3   |                     |     | 3–1 | —   | 1–1 | 2–0 |
| 3    | Al-Kuwait  | 7    | 6  | 1 | 4 | 1 | 5  | 5  | 0    |                     | 0–1 | 2–1 | —   | 1–1 |     |
| 4    | Al-Ittihad | 2    | 6  | 0 | 2 | 4 | 3  | 11 | −8   |                     | 0–2 | 0–2 | 1–1 | —   |     |

 Fuente: AFC
| \| Fecha \| Estadio (ciudad) \| Local \| Resultado \| Visitante \| \| ------------------------ \| ------------------------------------------------ \| ---------- \| --------- \| ---------- \| \| 19 de septiembre de 2023 \| Estadio Internacional (Basora) \| Al-Kahraba \| 0 – 0 \| Al-Kuwait \| \| 19 de septiembre de 2023 \| Estadio Internacional (Amán) \| Al-Wehdat \| 2 – 0 \| Al-Ittihad \| \| 3 de octubre de 2023 \| Estadio Rey Abdul Aziz (La Meca, Arabia Saudita) \| Al-Ittihad \| 0 – 2 \| Al-Kahraba \| \| 3 de octubre de 2023 \| Estadio Kuwait (Kuwait) \| Al-Kuwait \| 2 – 1 \| Al-Wehdat \| \| 24 de octubre de 2023 \| Estadio Rey Abdul Aziz (La Meca, Arabia Saudita) \| Al-Ittihad \| 1 – 1 \| Al-Kuwait \| \| 24 de octubre de 2023 \| Estadio Internacional (Amán) \| Al-Wehdat \| 3 – 1 \| Al-Kahraba \| \| 7 de noviembre de 2023 \| Estadio Kuwait (Kuwait) \| Al-Kuwait \| 1 – 1 \| Al-Ittihad \| \| 7 de noviembre de 2023 \| Estadio Internacional (Basora) \| Al-Kahraba \| 3 – 1 \| Al-Wehdat \| \| 28 de noviembre de 2023 \| King Fahd Sports City (Taif, Arabia Saudita) \| Al-Ittihad \| 0 – 2 \| Al-Wehdat \| \| 28 de noviembre de 2023 \| Estadio Kuwait (Kuwait) \| Al-Kuwait \| 0 – 1 \| Al-Kahraba \| \| 11 de diciembre de 2023 \| Estadio Internacional (Amán) \| Al-Wehdat \| 1 – 1 \| Al-Kuwait \| \| 11 de diciembre de 2023 \| Estadio Internacional (Basora) \| Al-Kahraba \| 3 – 1 \| Al-Ittihad \| |                                                  |            |           |            |
| Fecha | Estadio (ciudad)                                 | Local      | Resultado | Visitante  |
| 19 de septiembre de 2023 | Estadio Internacional (Basora)                   | Al-Kahraba | 0 – 0     | Al-Kuwait  |
| 19 de septiembre de 2023 | Estadio Internacional (Amán)                     | Al-Wehdat  | 2 – 0     | Al-Ittihad |
| 3 de octubre de 2023 | Estadio Rey Abdul Aziz (La Meca, Arabia Saudita) | Al-Ittihad | 0 – 2     | Al-Kahraba |
| 3 de octubre de 2023 | Estadio Kuwait (Kuwait)                          | Al-Kuwait  | 2 – 1     | Al-Wehdat  |
| 24 de octubre de 2023 | Estadio Rey Abdul Aziz (La Meca, Arabia Saudita) | Al-Ittihad | 1 – 1     | Al-Kuwait  |
| 24 de octubre de 2023 | Estadio Internacional (Amán)                     | Al-Wehdat  | 3 – 1     | Al-Kahraba |
| 7 de noviembre de 2023 | Estadio Kuwait (Kuwait)                          | Al-Kuwait  | 1 – 1     | Al-Ittihad |
| 7 de noviembre de 2023 | Estadio Internacional (Basora)                   | Al-Kahraba | 3 – 1     | Al-Wehdat  |
| 28 de noviembre de 2023 | King Fahd Sports City (Taif, Arabia Saudita)     | Al-Ittihad | 0 – 2     | Al-Wehdat  |
| 28 de noviembre de 2023 | Estadio Kuwait (Kuwait)                          | Al-Kuwait  | 0 – 1     | Al-Kahraba |
| 11 de diciembre de 2023 | Estadio Internacional (Amán)                     | Al-Wehdat  | 1 – 1     | Al-Kuwait  |
| 11 de diciembre de 2023 | Estadio Internacional (Basora)                   | Al-Kahraba | 3 – 1     | Al-Ittihad |

### Grupo C
| Pos. | Equipo    | Pts. | PJ | G | E | P | GF | GC | Dif. | Clasificación       |     | RIF | ZAW | ARA | NEJ |
| ---- | --------- | ---- | -- | - | - | - | -- | -- | ---- | ------------------- | --- | --- | --- | --- | --- |
| 1    | Al-Riffa  | 13   | 6  | 4 | 1 | 1 | 15 | 5  | +10  | Semifinales zonales |     | —   | 1–1 | 2–1 | 6–1 |
| 2    | Al-Zawraa | 11   | 6  | 3 | 2 | 1 | 11 | 7  | +4   |                     |     | 2–1 | —   | 1–2 | 4–1 |
| 3    | Al-Arabi  | 8    | 6  | 2 | 2 | 2 | 6  | 8  | −2   |                     | 0–3 | 1–1 | —   | 0–0 |     |
| 4    | Nejmeh    | 1    | 6  | 0 | 1 | 5 | 4  | 16 | −12  |                     | 0–2 | 1–2 | 1–2 | —   |     |

 Fuente: AFC
| \| Fecha \| Estadio (ciudad) \| Local \| Resultado \| Visitante \| \| ------------------------ \| ------------------------------------------------------ \| --------- \| --------- \| --------- \| \| 18 de septiembre de 2023 \| Estadio Internacional (Basora) \| Al-Zawraa \| 1 – 2 \| Al-Arabi \| \| 18 de septiembre de 2023 \| Estadio Ciudad Deportiva Califa (Madinat 'Isa, Baréin) \| Nejmeh \| 0 – 2 \| Al-Riffa \| \| 2 de octubre de 2023 \| Estadio Al Kuwait Sports Club (Kuwait) \| Al-Arabi \| 0 – 0 \| Nejmeh \| \| 2 de octubre de 2023 \| Estadio Ciudad Deportiva Califa (Madinat 'Isa) \| Al-Riffa \| 1 – 1 \| Al-Zawraa \| \| 23 de octubre de 2023 \| Estadio Al Kuwait Sports Club (Kuwait) \| Al-Arabi \| 0 – 3 \| Al-Riffa \| \| 23 de octubre de 2023 \| Estadio Internacional (Basora) \| Al-Zawraa \| 4 – 1 \| Nejmeh \| \| 6 de noviembre de 2023 \| Estadio Ciudad Deportiva Califa (Madinat 'Isa) \| Al-Riffa \| 2 – 1 \| Al-Arabi \| \| 6 de noviembre de 2023 \| King Fahd Sports City (Taif, Arabia Saudita) \| Nejmeh \| 1 – 2 \| Al-Zawraa \| \| 27 de noviembre de 2023 \| Estadio Al Kuwait Sports Club (Kuwait) \| Al-Arabi \| 1 – 1 \| Al-Zawraa \| \| 27 de noviembre de 2023 \| Estadio Ciudad Deportiva Califa (Madinat 'Isa) \| Al-Riffa \| 6 – 1 \| Nejmeh \| \| 12 de diciembre de 2023 \| Estadio Internacional (Basora) \| Al-Zawraa \| 2 – 1 \| Al-Riffa \| \| 12 de diciembre de 2023 \| Estadio Internacional Jaber Al-Ahmad (Kuwait, Kuwait) \| Nejmeh \| 1 – 2 \| Al-Arabi \| |                                                        |           |           |           |
| Fecha | Estadio (ciudad)                                       | Local     | Resultado | Visitante |
| 18 de septiembre de 2023 | Estadio Internacional (Basora)                         | Al-Zawraa | 1 – 2     | Al-Arabi  |
| 18 de septiembre de 2023 | Estadio Ciudad Deportiva Califa (Madinat 'Isa, Baréin) | Nejmeh    | 0 – 2     | Al-Riffa  |
| 2 de octubre de 2023 | Estadio Al Kuwait Sports Club (Kuwait)                 | Al-Arabi  | 0 – 0     | Nejmeh    |
| 2 de octubre de 2023 | Estadio Ciudad Deportiva Califa (Madinat 'Isa)         | Al-Riffa  | 1 – 1     | Al-Zawraa |
| 23 de octubre de 2023 | Estadio Al Kuwait Sports Club (Kuwait)                 | Al-Arabi  | 0 – 3     | Al-Riffa  |
| 23 de octubre de 2023 | Estadio Internacional (Basora)                         | Al-Zawraa | 4 – 1     | Nejmeh    |
| 6 de noviembre de 2023 | Estadio Ciudad Deportiva Califa (Madinat 'Isa)         | Al-Riffa  | 2 – 1     | Al-Arabi  |
| 6 de noviembre de 2023 | King Fahd Sports City (Taif, Arabia Saudita)           | Nejmeh    | 1 – 2     | Al-Zawraa |
| 27 de noviembre de 2023 | Estadio Al Kuwait Sports Club (Kuwait)                 | Al-Arabi  | 1 – 1     | Al-Zawraa |
| 27 de noviembre de 2023 | Estadio Ciudad Deportiva Califa (Madinat 'Isa)         | Al-Riffa  | 6 – 1     | Nejmeh    |
| 12 de diciembre de 2023 | Estadio Internacional (Basora)                         | Al-Zawraa | 2 – 1     | Al-Riffa  |
| 12 de diciembre de 2023 | Estadio Internacional Jaber Al-Ahmad (Kuwait, Kuwait)  | Nejmeh    | 1 – 2     | Al-Arabi  |

### Grupo D
| Pos. | Equipo            | Pts. | PJ | G | E | P | GF | GC | Dif. | Clasificación                        |     | ODI | BAS | MOH | MAZ |
| ---- | ----------------- | ---- | -- | - | - | - | -- | -- | ---- | ------------------------------------ | --- | --- | --- | --- | --- |
| 1    | Odisha            | 12   | 6  | 4 | 0 | 2 | 17 | 12 | +5   | Semifinales del play-off inter-zonal |     | —   | 1–0 | 0–4 | 6–1 |
| 2    | Bashundhara Kings | 10   | 6  | 3 | 1 | 2 | 10 | 10 | 0    |                                      |     | 3–2 | —   | 2–1 | 2–1 |
| 3    | ATK Mohun Bagan   | 7    | 6  | 2 | 1 | 3 | 11 | 11 | 0    |                                      | 2–5 | 2–2 | —   | 2–1 |     |
| 4    | Maziya            | 6    | 6  | 2 | 0 | 4 | 9  | 14 | −5   |                                      | 2–3 | 3–1 | 1–0 | —   |     |

 Fuente: AFC
| \| Fecha \| Estadio (ciudad) \| Local \| Resultado \| Visitante \| \| ------------------------ \| -------------------------------------- \| ----------------- \| --------- \| ----------------- \| \| 19 de septiembre de 2023 \| Estadio Nacional (Malé) \| Maziya \| 3 – 1 \| Bashundhara Kings \| \| 19 de septiembre de 2023 \| Estadio Kalinga (Bhubaneshwar) \| Odisha \| 0 – 4 \| ATK Mohun Bagan \| \| 2 de octubre de 2023 \| Estadio de la Juventud India (Calcuta) \| ATK Mohun Bagan \| 2 – 1 \| Maziya \| \| 2 de octubre de 2023 \| Bashundhara Kings Arena (Daca) \| Bashundhara Kings \| 3 – 2 \| Odisha \| \| 24 de octubre de 2023 \| Estadio de la Juventud India (Calcuta) \| ATK Mohun Bagan \| 2 – 2 \| Bashundhara Kings \| \| 24 de octubre de 2023 \| Estadio Kalinga (Bhubaneshwar) \| Odisha \| 6 – 1 \| Maziya \| \| 7 de noviembre de 2023 \| Bashundhara Kings Arena (Daca) \| Bashundhara Kings \| 2 – 1 \| ATK Mohun Bagan \| \| 7 de noviembre de 2023 \| Estadio Nacional (Malé) \| Maziya \| 2 – 3 \| Odisha \| \| 27 de noviembre de 2023 \| Estadio de la Juventud India (Calcuta) \| ATK Mohun Bagan \| 2 – 5 \| Odisha \| \| 27 de noviembre de 2023 \| Bashundhara Kings Arena (Daca) \| Bashundhara Kings \| 2 – 1 \| Maziya \| \| 11 de diciembre de 2023 \| Estadio Kalinga (Bhubaneshwar) \| Odisha \| 1 – 0 \| Bashundhara Kings \| \| 11 de diciembre de 2023 \| Estadio Nacional (Malé) \| Maziya \| 1 – 0 \| ATK Mohun Bagan \| |                                        |                   |           |                   |
| Fecha | Estadio (ciudad)                       | Local             | Resultado | Visitante         |
| 19 de septiembre de 2023 | Estadio Nacional (Malé)                | Maziya            | 3 – 1     | Bashundhara Kings |
| 19 de septiembre de 2023 | Estadio Kalinga (Bhubaneshwar)         | Odisha            | 0 – 4     | ATK Mohun Bagan   |
| 2 de octubre de 2023 | Estadio de la Juventud India (Calcuta) | ATK Mohun Bagan   | 2 – 1     | Maziya            |
| 2 de octubre de 2023 | Bashundhara Kings Arena (Daca)         | Bashundhara Kings | 3 – 2     | Odisha            |
| 24 de octubre de 2023 | Estadio de la Juventud India (Calcuta) | ATK Mohun Bagan   | 2 – 2     | Bashundhara Kings |
| 24 de octubre de 2023 | Estadio Kalinga (Bhubaneshwar)         | Odisha            | 6 – 1     | Maziya            |
| 7 de noviembre de 2023 | Bashundhara Kings Arena (Daca)         | Bashundhara Kings | 2 – 1     | ATK Mohun Bagan   |
| 7 de noviembre de 2023 | Estadio Nacional (Malé)                | Maziya            | 2 – 3     | Odisha            |
| 27 de noviembre de 2023 | Estadio de la Juventud India (Calcuta) | ATK Mohun Bagan   | 2 – 5     | Odisha            |
| 27 de noviembre de 2023 | Bashundhara Kings Arena (Daca)         | Bashundhara Kings | 2 – 1     | Maziya            |
| 11 de diciembre de 2023 | Estadio Kalinga (Bhubaneshwar)         | Odisha            | 1 – 0     | Bashundhara Kings |
| 11 de diciembre de 2023 | Estadio Nacional (Malé)                | Maziya            | 1 – 0     | ATK Mohun Bagan   |

### Grupo E
| Pos. | Equipo          | Pts. | PJ | G | E | P | GF | GC | Dif. | Clasificación                        |     | ABD | ALT | RAV | MER |
| ---- | --------------- | ---- | -- | - | - | - | -- | -- | ---- | ------------------------------------ | --- | --- | --- | --- | --- |
| 1    | Abdish-Ata Kant | 16   | 6  | 5 | 1 | 0 | 18 | 6  | +12  | Semifinales del play-off inter-zonal |     | —   | 3–0 | 1–0 | 8–3 |
| 2    | Altyn Asyr      | 10   | 6  | 3 | 1 | 2 | 7  | 9  | −2   |                                      |     | 2–4 | —   | 1–1 | 1–0 |
| 3    | Ravshan Kulob   | 3    | 6  | 0 | 3 | 3 | 2  | 5  | −3   |                                      | 0–1 | 0–1 | —   | 0–0 |     |
| 4    | Merw            | 3    | 6  | 0 | 3 | 3 | 6  | 13 | −7   |                                      | 1–1 | 1–2 | 1–1 | —   |     |

 Fuente: AFC
Notas:
1. 1 2  Puntos en partidos directos: Ravshan Kulob 3, Merw 3. Goles de visitante en partidos directos: Ravshan Kulob 1, Merw 0.

| \| Fecha \| Estadio (ciudad) \| Local \| Resultado \| Visitante \| \| ------------------------ \| -------------------------------- \| --------------- \| --------- \| --------------- \| \| 21 de septiembre de 2023 \| Estadio Hisor Central (Hisor) \| Ravshan Kulob \| 0 – 0 \| Merw \| \| 21 de septiembre de 2023 \| Estadio Dolen Omurzakov (Biskek) \| Abdish-Ata Kant \| 3 – 0 \| Altyn Asyr \| \| 5 de octubre de 2023 \| Estadio Ashgabat (Asjabad) \| Merw \| 1 – 1 \| Abdish-Ata Kant \| \| 5 de octubre de 2023 \| Estadio Ashgabat (Asjabad) \| Altyn Asyr \| 1 – 1 \| Ravshan Kulob \| \| 26 de octubre de 2023 \| Estadio Ashgabat (Asjabad) \| Merw \| 1 – 2 \| Altyn Asyr \| \| 26 de octubre de 2023 \| Estadio Hisor Central (Hisor) \| Ravshan Kulob \| 0 – 1 \| Abdish-Ata Kant \| \| 9 de noviembre de 2023 \| Estadio Ashgabat (Asjabad) \| Altyn Asyr \| 1 – 0 \| Merw \| \| 9 de noviembre de 2023 \| Estadio Dolen Omurzakov (Biskek) \| Abdish-Ata Kant \| 1 – 0 \| Ravshan Kulob \| \| 30 de noviembre de 2023 \| Estadio Ashgabat (Asjabad) \| Merw \| 1 – 1 \| Ravshan Kulob \| \| 30 de noviembre de 2023 \| Estadio Ashgabat (Asjabad) \| Altyn Asyr \| 2 – 4 \| Abdish-Ata Kant \| \| 14 de diciembre de 2023 \| Estadio Hisor Central (Hisor) \| Ravshan Kulob \| 0 – 1 \| Altyn Asyr \| \| 14 de diciembre de 2023 \| Estadio Dolen Omurzakov (Biskek) \| Abdish-Ata Kant \| 8 – 3 \| Merw \| |                                  |                 |           |                 |
| Fecha | Estadio (ciudad)                 | Local           | Resultado | Visitante       |
| 21 de septiembre de 2023 | Estadio Hisor Central (Hisor)    | Ravshan Kulob   | 0 – 0     | Merw            |
| 21 de septiembre de 2023 | Estadio Dolen Omurzakov (Biskek) | Abdish-Ata Kant | 3 – 0     | Altyn Asyr      |
| 5 de octubre de 2023 | Estadio Ashgabat (Asjabad)       | Merw            | 1 – 1     | Abdish-Ata Kant |
| 5 de octubre de 2023 | Estadio Ashgabat (Asjabad)       | Altyn Asyr      | 1 – 1     | Ravshan Kulob   |
| 26 de octubre de 2023 | Estadio Ashgabat (Asjabad)       | Merw            | 1 – 2     | Altyn Asyr      |
| 26 de octubre de 2023 | Estadio Hisor Central (Hisor)    | Ravshan Kulob   | 0 – 1     | Abdish-Ata Kant |
| 9 de noviembre de 2023 | Estadio Ashgabat (Asjabad)       | Altyn Asyr      | 1 – 0     | Merw            |
| 9 de noviembre de 2023 | Estadio Dolen Omurzakov (Biskek) | Abdish-Ata Kant | 1 – 0     | Ravshan Kulob   |
| 30 de noviembre de 2023 | Estadio Ashgabat (Asjabad)       | Merw            | 1 – 1     | Ravshan Kulob   |
| 30 de noviembre de 2023 | Estadio Ashgabat (Asjabad)       | Altyn Asyr      | 2 – 4     | Abdish-Ata Kant |
| 14 de diciembre de 2023 | Estadio Hisor Central (Hisor)    | Ravshan Kulob   | 0 – 1     | Altyn Asyr      |
| 14 de diciembre de 2023 | Estadio Dolen Omurzakov (Biskek) | Abdish-Ata Kant | 8 – 3     | Merw            |

### Grupo F
| Pos. | Equipo            | Pts. | PJ | G | E | P | GF | GC | Dif. | Clasificación       |     | MAC | PPC | DHC | SHU |
| ---- | ----------------- | ---- | -- | - | - | - | -- | -- | ---- | ------------------- | --- | --- | --- | --- | --- |
| 1    | Macarthur         | 15   | 6  | 5 | 0 | 1 | 23 | 5  | +18  | Semifinales zonales |     | —   | 5–0 | 8–2 | 4–0 |
| 2    | Phnom Penh Crown  | 12   | 6  | 4 | 0 | 2 | 15 | 7  | +8   | Semifinales zonales |     | 3–0 | —   | 4–0 | 4–0 |
| 3    | Dynamic Herb Cebu | 4    | 6  | 1 | 1 | 4 | 4  | 19 | −15  |                     |     | 0–3 | 0–3 | —   | 1–0 |
| 4    | Shan United       | 4    | 6  | 1 | 1 | 4 | 3  | 14 | −11  |                     | 0–3 | 2–1 | 1–1 | —   |     |

 Fuente: AFC
Notas:
1. 1 2  Puntos en partidos directos: Dynamic Herb Cebu 4, Shan United 1.

| \| Fecha \| Estadio (ciudad) \| Local \| Resultado \| Visitante \| \| ------------------------ \| ------------------------------------ \| ----------------- \| --------- \| ----------------- \| \| 21 de septiembre de 2023 \| Estadio Conmemorativo Rizal (Manila) \| Dynamic Herb Cebu \| 0 – 3 \| Phnom Penh Crown \| \| 21 de septiembre de 2023 \| Estadio Thuwunna (Rangún) \| Shan United \| 0 – 3 \| Macarthur \| \| 5 de octubre de 2023 \| Estadio Olímpico (Nom Pen) \| Phnom Penh Crown \| 4 – 0 \| Shan United \| \| 5 de octubre de 2023 \| Estadio Campbelltown (Leumeah) \| Macarthur \| 8 – 2 \| Dynamic Herb Cebu \| \| 26 de octubre de 2023 \| Estadio Olímpico (Nom Pen) \| Phnom Penh Crown \| 3 – 0 \| Macarthur \| \| 26 de octubre de 2023 \| Estadio Conmemorativo Rizal (Manila) \| Dynamic Herb Cebu \| 1 – 0 \| Shan United \| \| 9 de noviembre de 2023 \| Estadio Campbelltown (Leumeah) \| Macarthur \| 5 – 0 \| Phnom Penh Crown \| \| 9 de noviembre de 2023 \| Estadio Thuwunna (Rangún) \| Shan United \| 1 – 1 \| Dynamic Herb Cebu \| \| 30 de noviembre de 2023 \| Estadio Olímpico (Nom Pen) \| Phnom Penh Crown \| 4 – 0 \| Dynamic Herb Cebu \| \| 30 de noviembre de 2023 \| Estadio Campbelltown (Leumeah) \| Macarthur \| 4 – 0 \| Shan United \| \| 14 de diciembre de 2023 \| Estadio Conmemorativo Rizal (Manila) \| Dynamic Herb Cebu \| 0 – 3 \| Macarthur \| \| 14 de diciembre de 2023 \| Estadio Thuwunna (Rangún) \| Shan United \| 2 – 1 \| Phnom Penh Crown \| |                                      |                   |           |                   |
| Fecha | Estadio (ciudad)                     | Local             | Resultado | Visitante         |
| 21 de septiembre de 2023 | Estadio Conmemorativo Rizal (Manila) | Dynamic Herb Cebu | 0 – 3     | Phnom Penh Crown  |
| 21 de septiembre de 2023 | Estadio Thuwunna (Rangún)            | Shan United       | 0 – 3     | Macarthur         |
| 5 de octubre de 2023 | Estadio Olímpico (Nom Pen)           | Phnom Penh Crown  | 4 – 0     | Shan United       |
| 5 de octubre de 2023 | Estadio Campbelltown (Leumeah)       | Macarthur         | 8 – 2     | Dynamic Herb Cebu |
| 26 de octubre de 2023 | Estadio Olímpico (Nom Pen)           | Phnom Penh Crown  | 3 – 0     | Macarthur         |
| 26 de octubre de 2023 | Estadio Conmemorativo Rizal (Manila) | Dynamic Herb Cebu | 1 – 0     | Shan United       |
| 9 de noviembre de 2023 | Estadio Campbelltown (Leumeah)       | Macarthur         | 5 – 0     | Phnom Penh Crown  |
| 9 de noviembre de 2023 | Estadio Thuwunna (Rangún)            | Shan United       | 1 – 1     | Dynamic Herb Cebu |
| 30 de noviembre de 2023 | Estadio Olímpico (Nom Pen)           | Phnom Penh Crown  | 4 – 0     | Dynamic Herb Cebu |
| 30 de noviembre de 2023 | Estadio Campbelltown (Leumeah)       | Macarthur         | 4 – 0     | Shan United       |
| 14 de diciembre de 2023 | Estadio Conmemorativo Rizal (Manila) | Dynamic Herb Cebu | 0 – 3     | Macarthur         |
| 14 de diciembre de 2023 | Estadio Thuwunna (Rangún)            | Shan United       | 2 – 1     | Phnom Penh Crown  |

### Grupo G
| Pos. | Equipo                 | Pts. | PJ | G | E | P | GF | GC | Dif. | Clasificación       |     | CCM | TER | BAL | STA |
| ---- | ---------------------- | ---- | -- | - | - | - | -- | -- | ---- | ------------------- | --- | --- | --- | --- | --- |
| 1    | Central Coast Mariners | 13   | 6  | 4 | 1 | 1 | 21 | 7  | +14  | Semifinales zonales |     | —   | 1–1 | 6–3 | 9–1 |
| 2    | Terengganu             | 12   | 6  | 3 | 3 | 0 | 10 | 6  | +4   |                     |     | 1–0 | —   | 2–0 | 2–2 |
| 3    | Bali United            | 7    | 6  | 2 | 1 | 3 | 15 | 15 | 0    |                     | 1–2 | 1–1 | —   | 5–2 |     |
| 4    | Stallion Laguna        | 1    | 6  | 0 | 1 | 5 | 9  | 27 | −18  |                     | 0–3 | 2–3 | 2–5 | —   |     |

 Fuente: AFC
| \| Fecha \| Estadio (ciudad) \| Local \| Resultado \| Visitante \| \| ------------------------ \| ----------------------------------------------- \| ---------------------- \| --------- \| ---------------------- \| \| 20 de septiembre de 2023 \| Estadio Sultan Mizan Zainal Abidin (Terengganu) \| Terengganu \| 1 – 0 \| Central Coast Mariners \| \| 20 de septiembre de 2023 \| Biñan Football Stadium (Biñán) \| Stallion Laguna \| 2 – 5 \| Bali United \| \| 4 de octubre de 2023 \| Estadio Central Coast (Gosford) \| Central Coast Mariners \| 9 – 1 \| Stallion Laguna \| \| 4 de octubre de 2023 \| Estadio Kapten I Wayan Dipta (Bali) \| Bali United \| 1 – 1 \| Terengganu \| \| 26 de octubre de 2023 \| Estadio Central Coast (Gosford) \| Central Coast Mariners \| 6 – 3 \| Bali United \| \| 26 de octubre de 2023 \| Estadio Sultan Mizan Zainal Abidin (Terengganu) \| Terengganu \| 2 – 2 \| Stallion Laguna \| \| 8 de noviembre de 2023 \| Estadio Kapten I Wayan Dipta (Bali) \| Bali United \| 1 – 2 \| Central Coast Mariners \| \| 8 de noviembre de 2023 \| Biñan Football Stadium (Biñán) \| Stallion Laguna \| 2 – 3 \| Terengganu \| \| 29 de noviembre de 2023 \| Estadio Central Coast (Gosford) \| Central Coast Mariners \| 1 – 1 \| Terengganu \| \| 29 de noviembre de 2023 \| Estadio Kapten I Wayan Dipta (Bali) \| Bali United \| 5 – 2 \| Stallion Laguna \| \| 13 de diciembre de 2023 \| Estadio Sultan Mizan Zainal Abidin (Terengganu) \| Terengganu \| 2 – 0 \| Bali United \| \| 13 de diciembre de 2023 \| Biñan Football Stadium (Biñán) \| Stallion Laguna \| 0 – 3 \| Central Coast Mariners \| |                                                 |                        |           |                        |
| Fecha | Estadio (ciudad)                                | Local                  | Resultado | Visitante              |
| 20 de septiembre de 2023 | Estadio Sultan Mizan Zainal Abidin (Terengganu) | Terengganu             | 1 – 0     | Central Coast Mariners |
| 20 de septiembre de 2023 | Biñan Football Stadium (Biñán)                  | Stallion Laguna        | 2 – 5     | Bali United            |
| 4 de octubre de 2023 | Estadio Central Coast (Gosford)                 | Central Coast Mariners | 9 – 1     | Stallion Laguna        |
| 4 de octubre de 2023 | Estadio Kapten I Wayan Dipta (Bali)             | Bali United            | 1 – 1     | Terengganu             |
| 26 de octubre de 2023 | Estadio Central Coast (Gosford)                 | Central Coast Mariners | 6 – 3     | Bali United            |
| 26 de octubre de 2023 | Estadio Sultan Mizan Zainal Abidin (Terengganu) | Terengganu             | 2 – 2     | Stallion Laguna        |
| 8 de noviembre de 2023 | Estadio Kapten I Wayan Dipta (Bali)             | Bali United            | 1 – 2     | Central Coast Mariners |
| 8 de noviembre de 2023 | Biñan Football Stadium (Biñán)                  | Stallion Laguna        | 2 – 3     | Terengganu             |
| 29 de noviembre de 2023 | Estadio Central Coast (Gosford)                 | Central Coast Mariners | 1 – 1     | Terengganu             |
| 29 de noviembre de 2023 | Estadio Kapten I Wayan Dipta (Bali)             | Bali United            | 5 – 2     | Stallion Laguna        |
| 13 de diciembre de 2023 | Estadio Sultan Mizan Zainal Abidin (Terengganu) | Terengganu             | 2 – 0     | Bali United            |
| 13 de diciembre de 2023 | Biñan Football Stadium (Biñán)                  | Stallion Laguna        | 0 – 3     | Central Coast Mariners |

### Grupo H
| Pos. | Equipo         | Pts. | PJ | G | E | P | GF | GC | Dif. | Clasificación       |     | SAB | HAI | PSM | HOU |
| ---- | -------------- | ---- | -- | - | - | - | -- | -- | ---- | ------------------- | --- | --- | --- | --- | --- |
| 1    | Sabah          | 12   | 6  | 4 | 0 | 2 | 19 | 9  | +10  | Semifinales zonales |     | —   | 4–1 | 1–3 | 3–1 |
| 2    | Hải Phòng      | 10   | 6  | 3 | 1 | 2 | 13 | 9  | +4   |                     |     | 3–2 | —   | 3–0 | 4–0 |
| 3    | PSM Makassar   | 10   | 6  | 3 | 1 | 2 | 10 | 12 | −2   |                     | 0–5 | 1–1 | —   | 3–1 |     |
| 4    | Hougang United | 3    | 6  | 1 | 0 | 5 | 6  | 18 | −12  |                     | 1–4 | 2–1 | 1–3 | —   |     |

 Fuente: AFC
Notas:
1. 1 2  Puntos en partidos directos: Hải Phòng 4, PSM Makassar 1.

| \| Fecha \| Estadio (ciudad) \| Local \| Resultado \| Visitante \| \| ------------------------ \| ----------------------------------- \| -------------- \| --------- \| -------------- \| \| 21 de septiembre de 2023 \| Estadio Lạch Tray (Hải Phòng) \| Hải Phòng \| 3 – 0 \| PSM Makassar \| \| 21 de septiembre de 2023 \| Estadio de Likas (Kota Kinabalu) \| Sabah \| 3 – 1 \| Hougang United \| \| 5 de octubre de 2023 \| Estadio Kapten I Wayan Dipta (Bali) \| PSM Makassar \| 0 – 5 \| Sabah \| \| 5 de octubre de 2023 \| Estadio Jalan Besar (Singapur) \| Hougang United \| 2 – 1 \| Hải Phòng \| \| 25 de octubre de 2023 \| Estadio Kapten I Wayan Dipta (Bali) \| PSM Makassar \| 3 – 1 \| Hougang United \| \| 25 de octubre de 2023 \| Estadio Lạch Tray (Hải Phòng) \| Hải Phòng \| 3 – 2 \| Sabah \| \| 9 de noviembre de 2023 \| Estadio Jalan Besar (Singapur) \| Hougang United \| 1 – 3 \| PSM Makassar \| \| 9 de noviembre de 2023 \| Estadio de Likas (Kota Kinabalu) \| Sabah \| 4 – 1 \| Hải Phòng \| \| 30 de noviembre de 2023 \| Estadio Kapten I Wayan Dipta (Bali) \| PSM Makassar \| 1 – 1 \| Hải Phòng \| \| 30 de noviembre de 2023 \| Estadio Jalan Besar (Singapur) \| Hougang United \| 1 – 4 \| Sabah \| \| 14 de diciembre de 2023 \| Estadio Lạch Tray (Hải Phòng) \| Hải Phòng \| 4 – 0 \| Hougang United \| \| 14 de diciembre de 2023 \| Estadio de Likas (Kota Kinabalu) \| Sabah \| 1 – 3 \| PSM Makassar \| |                                     |                |           |                |
| Fecha | Estadio (ciudad)                    | Local          | Resultado | Visitante      |
| 21 de septiembre de 2023 | Estadio Lạch Tray (Hải Phòng)       | Hải Phòng      | 3 – 0     | PSM Makassar   |
| 21 de septiembre de 2023 | Estadio de Likas (Kota Kinabalu)    | Sabah          | 3 – 1     | Hougang United |
| 5 de octubre de 2023 | Estadio Kapten I Wayan Dipta (Bali) | PSM Makassar   | 0 – 5     | Sabah          |
| 5 de octubre de 2023 | Estadio Jalan Besar (Singapur)      | Hougang United | 2 – 1     | Hải Phòng      |
| 25 de octubre de 2023 | Estadio Kapten I Wayan Dipta (Bali) | PSM Makassar   | 3 – 1     | Hougang United |
| 25 de octubre de 2023 | Estadio Lạch Tray (Hải Phòng)       | Hải Phòng      | 3 – 2     | Sabah          |
| 9 de noviembre de 2023 | Estadio Jalan Besar (Singapur)      | Hougang United | 1 – 3     | PSM Makassar   |
| 9 de noviembre de 2023 | Estadio de Likas (Kota Kinabalu)    | Sabah          | 4 – 1     | Hải Phòng      |
| 30 de noviembre de 2023 | Estadio Kapten I Wayan Dipta (Bali) | PSM Makassar   | 1 – 1     | Hải Phòng      |
| 30 de noviembre de 2023 | Estadio Jalan Besar (Singapur)      | Hougang United | 1 – 4     | Sabah          |
| 14 de diciembre de 2023 | Estadio Lạch Tray (Hải Phòng)       | Hải Phòng      | 4 – 0     | Hougang United |
| 14 de diciembre de 2023 | Estadio de Likas (Kota Kinabalu)    | Sabah          | 1 – 3     | PSM Makassar   |

### Grupo I
| Pos. | Equipo          | Pts. | PJ | G | E | P | GF | GC | Dif. | Clasificación                        |     | TCF | ULA | TCY | CPK |
| ---- | --------------- | ---- | -- | - | - | - | -- | -- | ---- | ------------------------------------ | --- | --- | --- | --- | --- |
| 1    | Taichung Futuro | 12   | 6  | 4 | 0 | 2 | 8  | 8  | 0    | Semifinales del play-off inter-zonal |     | —   | 1–2 | 2–1 | 1–0 |
| 2    | Ulaanbaatar     | 12   | 6  | 4 | 0 | 2 | 7  | 7  | 0    |                                      |     | 0–2 | —   | 3–1 | 1–0 |
| 3    | Tainan City     | 9    | 6  | 3 | 0 | 3 | 15 | 12 | +3   |                                      | 5–1 | 3–0 | —   | 4–2 |     |
| 4    | Chao Pak Kei    | 3    | 6  | 1 | 0 | 5 | 6  | 9  | −3   |                                      | 0–1 | 0–1 | 4–1 | —   |     |

 Fuente: AFC
Notas:
1. 1 2  Puntos en partidos directos: Taichung Futuro 3, Ulaanbaatar 3. Diferencia de goles en partidos directos: Taichung Futuro +1, Ulaanbaatar –1.

| \| Fecha \| Estadio (ciudad) \| Local \| Resultado \| Visitante \| \| ------------------------ \| --------------------------------------- \| --------------- \| --------- \| --------------- \| \| 21 de septiembre de 2023 \| Estadio Campo Desportivo (Taipa) \| Chao Pak Kei \| 0 – 1 \| Taichung Futuro \| \| 21 de septiembre de 2023 \| Centro de Fútbol de la FFM (Ulán Bator) \| Ulaanbaatar \| 3 – 1 \| Tainan City \| \| 5 de octubre de 2023 \| Centro de Fútbol de la FFM (Ulán Bator) \| Ulaanbaatar \| 0 – 2 \| Taichung Futuro \| \| 10 de diciembre de 2023 \| Estadio de Fútbol de Nanzih (Kaohsiung) \| Tainan City \| 4 – 2 \| Chao Pak Kei \| \| 26 de octubre de 2023 \| Estadio Nacional (Kaohsiung) \| Taichung Futuro \| 2 – 1 \| Tainan City \| \| 26 de octubre de 2023 \| Estadio Campo Desportivo (Taipa) \| Chao Pak Kei \| 0 – 1 \| Ulaanbaatar \| \| 9 de noviembre de 2023 \| Estadio de Fútbol de Nanzih (Kaohsiung) \| Tainan City \| 5 – 1 \| Taichung Futuro \| \| 9 de noviembre de 2023 \| Centro de Fútbol de la FFM (Ulán Bator) \| Ulaanbaatar \| 1 – 0 \| Chao Pak Kei \| \| 30 de noviembre de 2023 \| Estadio de Fútbol de Nanzih (Kaohsiung) \| Taichung Futuro \| 1 – 0 \| Chao Pak Kei \| \| 30 de noviembre de 2023 \| Estadio de Fútbol de Nanzih (Kaohsiung) \| Tainan City \| 3 – 0 \| Ulaanbaatar \| \| 14 de diciembre de 2023 \| Estadio Campo Desportivo (Taipa) \| Chao Pak Kei \| 4 – 1 \| Tainan City \| \| 14 de diciembre de 2023 \| Estadio de Fútbol de Nanzih (Kaohsiung) \| Taichung Futuro \| 1 – 2 \| Ulaanbaatar \| |                                         |                 |           |                 |
| Fecha | Estadio (ciudad)                        | Local           | Resultado | Visitante       |
| 21 de septiembre de 2023 | Estadio Campo Desportivo (Taipa)        | Chao Pak Kei    | 0 – 1     | Taichung Futuro |
| 21 de septiembre de 2023 | Centro de Fútbol de la FFM (Ulán Bator) | Ulaanbaatar     | 3 – 1     | Tainan City     |
| 5 de octubre de 2023 | Centro de Fútbol de la FFM (Ulán Bator) | Ulaanbaatar     | 0 – 2     | Taichung Futuro |
| 10 de diciembre de 2023 | Estadio de Fútbol de Nanzih (Kaohsiung) | Tainan City     | 4 – 2     | Chao Pak Kei    |
| 26 de octubre de 2023 | Estadio Nacional (Kaohsiung)            | Taichung Futuro | 2 – 1     | Tainan City     |
| 26 de octubre de 2023 | Estadio Campo Desportivo (Taipa)        | Chao Pak Kei    | 0 – 1     | Ulaanbaatar     |
| 9 de noviembre de 2023 | Estadio de Fútbol de Nanzih (Kaohsiung) | Tainan City     | 5 – 1     | Taichung Futuro |
| 9 de noviembre de 2023 | Centro de Fútbol de la FFM (Ulán Bator) | Ulaanbaatar     | 1 – 0     | Chao Pak Kei    |
| 30 de noviembre de 2023 | Estadio de Fútbol de Nanzih (Kaohsiung) | Taichung Futuro | 1 – 0     | Chao Pak Kei    |
| 30 de noviembre de 2023 | Estadio de Fútbol de Nanzih (Kaohsiung) | Tainan City     | 3 – 0     | Ulaanbaatar     |
| 14 de diciembre de 2023 | Estadio Campo Desportivo (Taipa)        | Chao Pak Kei    | 4 – 1     | Tainan City     |
| 14 de diciembre de 2023 | Estadio de Fútbol de Nanzih (Kaohsiung) | Taichung Futuro | 1 – 2     | Ulaanbaatar     |

### Mejores segundos
Para la Zona ASEAN y del Oeste de Asia (tres grupos cada una) pasaron a las Semifinales zonales el mejor segundo, en total fueron dos equipos que avanzaron por este medio.
Zona del Oeste
| Pos. | Grp. | Equipo    | Pts. | PJ | G | E | P | GF | GC | Dif. | Clasificación       |
| ---- | ---- | --------- | ---- | -- | - | - | - | -- | -- | ---- | ------------------- |
| 1    | A    | Al-Ahed   | 6    | 4  | 2 | 0 | 2 | 5  | 5  | 0    | Semifinales zonales |
| 2    | C    | Al-Zawraa | 5    | 4  | 1 | 2 | 1 | 5  | 5  | 0    |                     |
| 3    | B    | Al-Wehdat | 4    | 4  | 1 | 1 | 2 | 6  | 7  | −1   |                     |

 Fuente: AFC
Criterios de clasificación: 1) Puntos; 2) Diferencia de gol; 3) Goles anotados; 4) Puntos disciplinarios; 5) Sorteo.
Zona ASEAN
| Pos. | Grp. | Equipo           | Pts. | PJ | G | E | P | GF | GC | Dif. | Clasificación       |
| ---- | ---- | ---------------- | ---- | -- | - | - | - | -- | -- | ---- | ------------------- |
| 1    | F    | Phnom Penh Crown | 12   | 6  | 4 | 0 | 2 | 15 | 7  | +8   | Semifinales zonales |
| 2    | G    | Terengganu       | 12   | 6  | 3 | 3 | 0 | 10 | 6  | +4   |                     |
| 3    | H    | Hải Phòng        | 10   | 6  | 3 | 1 | 2 | 13 | 9  | +4   |                     |

 Fuente: AFC
Criterios de clasificación: 1) Puntos; 2) Diferencia de gol; 3) Goles anotados; 4) Puntos disciplinarios; 5) Sorteo.

## Fase eliminatoria
En la fase eliminatoria, los 11 equipos clasificados jugaron una fase de eliminación directa. Cada eliminatoria se jugó a partido único. La prórroga y la tanda de penaltis se utilizó para decidir los ganadores si era necesario (Artículos 9.3 y 10.1 del Reglamento).

### Equipos clasificados
| Grupo                  | Primeros               | Mejores segundos       |
| Zona del Oeste de Asia | Zona del Oeste de Asia | Zona del Oeste de Asia |
| ---------------------- | ---------------------- | ---------------------- |
| A                      | Al-Nahda               | Al-Ahed                |
| B                      | Al-Kahraba             | —                      |
| C                      | Al-Riffa               | —                      |
| Zona del Sur de Asia   |                        |                        |
| D                      | Odisha                 | —                      |
| Zona de Asia Central   |                        |                        |
| E                      | Abdish-Ata Kant        | —                      |
| Zona ASEAN             |                        |                        |
| F                      | Macarthur              | Phnom Penh Crown       |
| G                      | Central Coast Mariners | —                      |
| H                      | Sabah                  | —                      |
| Zona de Asia Oriental  |                        |                        |
| I                      | Taichung Futuro        | —                      |

### Cuadro de desarrollo
|  | Primera ronda          | Primera ronda          | Primera ronda                  |                                |           | Segunda ronda         | Segunda ronda         | Segunda ronda         |   |        | Tercera ronda                                                                           | Tercera ronda                                                                           | Tercera ronda                                                                           | Tercera ronda                                                                           | Tercera ronda                                                                           |   |   | Semifinales                                                  | Semifinales                                                  | Semifinales                                                  | Semifinales                                                  | Semifinales                                                  |   |  | Final             | Final             | Final             |  |
|  | 13 de febrero de 2024  | 13 de febrero de 2024  | 13 de febrero de 2024          |                                |           | 22 de febrero de 2024 | 22 de febrero de 2024 | 22 de febrero de 2024 |   |        | 12 de febrero al 7 de marzo de 2024 (ida) 19 de febrero al 14 de marzo de 2024 (vuelta) | 12 de febrero al 7 de marzo de 2024 (ida) 19 de febrero al 14 de marzo de 2024 (vuelta) | 12 de febrero al 7 de marzo de 2024 (ida) 19 de febrero al 14 de marzo de 2024 (vuelta) | 12 de febrero al 7 de marzo de 2024 (ida) 19 de febrero al 14 de marzo de 2024 (vuelta) | 12 de febrero al 7 de marzo de 2024 (ida) 19 de febrero al 14 de marzo de 2024 (vuelta) |   |   | 16-17 de abril de 2024 (ida) 23-24 de abril de 2024 (vuelta) | 16-17 de abril de 2024 (ida) 23-24 de abril de 2024 (vuelta) | 16-17 de abril de 2024 (ida) 23-24 de abril de 2024 (vuelta) | 16-17 de abril de 2024 (ida) 23-24 de abril de 2024 (vuelta) | 16-17 de abril de 2024 (ida) 23-24 de abril de 2024 (vuelta) |   |  | 5 de mayo de 2024 | 5 de mayo de 2024 | 5 de mayo de 2024 |  |
|  |                        |                        |                                |                                |           |                       |                       |                       |   |        |                                                                                         |                                                                                         |                                                                                         |                                                                                         |                                                                                         |   |   |                                                              |                                                              |                                                              |                                                              |                                                              |   |  |                   |                   |                   |  |
|  |                        |                        |                                |                                |           |                       |                       |                       |   |        |                                                                                         |                                                                                         |                                                                                         |                                                                                         |                                                                                         |   |   |                                                              |                                                              |                                                              |                                                              |                                                              |   |  |                   |                   |                   |  |
|  |                        |                        |                                |                                |           |                       |                       |                       |   |        |                                                                                         |                                                                                         |                                                                                         |                                                                                         |                                                                                         |   |   |                                                              |                                                              |                                                              |                                                              |                                                              |   |  |                   |                   |                   |  |
|  |                        |                        |                                |                                |           |                       |                       |                       |   |        |                                                                                         |                                                                                         |                                                                                         |                                                                                         |                                                                                         |   |   |                                                              |                                                              |                                                              |                                                              |                                                              |   |  |                   |                   |                   |  |
|  |                        |                        |                                |                                |           |                       |                       |                       |   |        |                                                                                         |                                                                                         |                                                                                         |                                                                                         |                                                                                         |   |   |                                                              |                                                              |                                                              |                                                              |                                                              |   |  |                   |                   |                   |  |
|  |                        |                        |                                |                                |           |                       |                       |                       |   |        |                                                                                         |                                                                                         |                                                                                         |                                                                                         |                                                                                         |   |   |                                                              |                                                              |                                                              |                                                              |                                                              |   |  |                   |                   |                   |  |
|  |                        |                        |                                |                                |           |                       |                       |                       |   |        |                                                                                         |                                                                                         |                                                                                         |                                                                                         |                                                                                         |   |   |                                                              |                                                              |                                                              |                                                              |                                                              |   |  |                   |                   |                   |  |
|  |                        |                        |                                |                                |           |                       |                       |                       |   |        |                                                                                         |                                                                                         |                                                                                         |                                                                                         |                                                                                         |   |   |                                                              |                                                              |                                                              |                                                              |                                                              |   |  |                   |                   |                   |  |
|  |                        |                        |                                |                                |           |                       |                       |                       |   |        |                                                                                         |                                                                                         |                                                                                         |                                                                                         |                                                                                         |   |   |                                                              |                                                              |                                                              |                                                              |                                                              |   |  |                   |                   |                   |  |
|  |                        |                        |                                |                                |           |                       |                       |                       |   |        |                                                                                         |                                                                                         |                                                                                         |                                                                                         |                                                                                         |   |   |                                                              |                                                              |                                                              |                                                              |                                                              |   |  |                   |                   |                   |  |
|  |                        |                        |                                |                                |           |                       |                       |                       |   |        |                                                                                         |                                                                                         |                                                                                         |                                                                                         |                                                                                         |   |   |                                                              |                                                              |                                                              |                                                              |                                                              |   |  |                   |                   |                   |  |
|  |                        |                        |                                |                                |           |                       | Abdish-Ata Kant       | Abdish-Ata Kant       | 5 | 3      | 8                                                                                       |                                                                                         |                                                                                         |                                                                                         |                                                                                         |   |   |                                                              |                                                              |                                                              |                                                              |                                                              |   |  |                   |                   |                   |  |
|  |                        |                        |                                |                                |           |                       |                       |                       | 5 | 3      | 8                                                                                       |                                                                                         |                                                                                         |                                                                                         |                                                                                         |   |   |                                                              |                                                              |                                                              |                                                              |                                                              |   |  |                   |                   |                   |  |
|  |                        |                        | Taichung Futuro                | Taichung Futuro                | 0         | 1                     | 1                     |                       |   |        |                                                                                         |                                                                                         |                                                                                         |                                                                                         |                                                                                         |   |   |                                                              |                                                              |                                                              |                                                              |                                                              |   |  |                   |                   |                   |  |
|  |                        |                        | Taichung Futuro                | Taichung Futuro                | 0         | 1                     | 1                     |                       |   |        |                                                                                         |                                                                                         |                                                                                         |                                                                                         |                                                                                         |   |   |                                                              |                                                              |                                                              |                                                              |                                                              |   |  |                   |                   |                   |  |
|  |                        |                        |                                |                                |           |                       |                       |                       |   |        |                                                                                         |                                                                                         |                                                                                         |                                                                                         |                                                                                         |   |   |                                                              |                                                              |                                                              |                                                              |                                                              |   |  |                   |                   |                   |  |
|  |                        |                        |                                |                                |           |                       |                       |                       |   |        |                                                                                         |                                                                                         |                                                                                         |                                                                                         |                                                                                         |   |   |                                                              |                                                              |                                                              |                                                              |                                                              |   |  |                   |                   |                   |  |
|  |                        |                        |                                |                                |           |                       |                       |                       |   |        |                                                                                         |                                                                                         |                                                                                         |                                                                                         |                                                                                         |   |   |                                                              |                                                              |                                                              |                                                              |                                                              |   |  |                   |                   |                   |  |
|  |                        |                        |                                |                                |           |                       |                       |                       |   |        |                                                                                         |                                                                                         |                                                                                         |                                                                                         |                                                                                         |   |   |                                                              |                                                              |                                                              |                                                              |                                                              |   |  |                   |                   |                   |  |
|  |                        |                        |                                |                                |           |                       |                       |                       |   |        |                                                                                         |                                                                                         |                                                                                         |                                                                                         |                                                                                         |   |   |                                                              |                                                              |                                                              |                                                              |                                                              |   |  |                   |                   |                   |  |
|  |                        |                        |                                |                                |           |                       |                       |                       |   |        |                                                                                         |                                                                                         |                                                                                         |                                                                                         |                                                                                         |   |   |                                                              |                                                              |                                                              |                                                              |                                                              |   |  |                   |                   |                   |  |
|  |                        |                        |                                |                                |           |                       |                       |                       |   |        |                                                                                         |                                                                                         |                                                                                         |                                                                                         |                                                                                         |   |   |                                                              |                                                              |                                                              |                                                              |                                                              |   |  |                   |                   |                   |  |
|  |                        |                        |                                |                                |           |                       |                       |                       |   |        |                                                                                         |                                                                                         |                                                                                         |                                                                                         |                                                                                         |   |   |                                                              |                                                              |                                                              |                                                              |                                                              |   |  |                   |                   |                   |  |
|  |                        |                        |                                |                                |           |                       |                       |                       |   |        |                                                                                         |                                                                                         |                                                                                         | Abdish-Ata Kant                                                                         | Abdish-Ata Kant                                                                         | 1 | 0 | 1                                                            |                                                              |                                                              |                                                              |                                                              |   |  |                   |                   |                   |  |
|  |                        |                        |                                |                                |           |                       |                       |                       |   |        |                                                                                         |                                                                                         |                                                                                         |                                                                                         |                                                                                         | 1 | 0 | 1                                                            |                                                              |                                                              |                                                              |                                                              |   |  |                   |                   |                   |  |
|  |                        |                        | Central Coast Mariners         | Central Coast Mariners         | 1         | 3                     | 4                     |                       |   |        |                                                                                         |                                                                                         |                                                                                         |                                                                                         |                                                                                         |   |   |                                                              |                                                              |                                                              |                                                              |                                                              |   |  |                   |                   |                   |  |
|  | Macarthur              | Macarthur              | Central Coast Mariners         | Central Coast Mariners         | 1         | 3                     | 4                     | 3                     |   |        |                                                                                         |                                                                                         |                                                                                         |                                                                                         |                                                                                         |   |   |                                                              |                                                              |                                                              |                                                              |                                                              |   |  |                   |                   |                   |  |
|  | Macarthur              | Macarthur              |                                |                                |           |                       |                       | 3                     |   |        |                                                                                         |                                                                                         |                                                                                         |                                                                                         |                                                                                         |   |   |                                                              |                                                              |                                                              |                                                              |                                                              |   |  |                   |                   |                   |  |
|  | Sabah                  | Sabah                  | 0                              |                                |           |                       |                       |                       |   |        |                                                                                         |                                                                                         |                                                                                         |                                                                                         |                                                                                         |   |   |                                                              |                                                              |                                                              |                                                              |                                                              |   |  |                   |                   |                   |  |
|  | Sabah                  | Sabah                  | 0                              |                                | Macarthur | Macarthur             | 2                     |                       |   |        |                                                                                         |                                                                                         |                                                                                         |                                                                                         |                                                                                         |   |   |                                                              |                                                              |                                                              |                                                              |                                                              |   |  |                   |                   |                   |  |
|  |                        |                        |                                |                                | Macarthur | Macarthur             | 2                     |                       |   |        |                                                                                         |                                                                                         |                                                                                         |                                                                                         |                                                                                         |   |   |                                                              |                                                              |                                                              |                                                              |                                                              |   |  |                   |                   |                   |  |
|  |                        |                        | Central Coast Mariners (t. s.) | Central Coast Mariners (t. s.) | 3         |                       |                       |                       |   |        |                                                                                         |                                                                                         |                                                                                         |                                                                                         |                                                                                         |   |   |                                                              |                                                              |                                                              |                                                              |                                                              |   |  |                   |                   |                   |  |
|  | Central Coast Mariners | Central Coast Mariners | Central Coast Mariners (t. s.) | Central Coast Mariners (t. s.) | 3         | 4                     |                       |                       |   |        |                                                                                         |                                                                                         |                                                                                         |                                                                                         |                                                                                         |   |   |                                                              |                                                              |                                                              |                                                              |                                                              |   |  |                   |                   |                   |  |
|  | Central Coast Mariners | Central Coast Mariners |                                |                                |           |                       |                       |                       |   |        |                                                                                         |                                                                                         |                                                                                         |                                                                                         |                                                                                         |   |   |                                                              |                                                              |                                                              |                                                              |                                                              |   |  |                   |                   |                   |  |
|  | Phnom Penh Crown       | Phnom Penh Crown       | 0                              |                                |           |                       |                       |                       |   |        |                                                                                         |                                                                                         |                                                                                         |                                                                                         |                                                                                         |   |   |                                                              |                                                              |                                                              |                                                              |                                                              |   |  |                   |                   |                   |  |
|  | Phnom Penh Crown       | Phnom Penh Crown       | 0                              |                                |           |                       |                       |                       |   | Odisha | Odisha                                                                                  | 0                                                                                       | 0                                                                                       | 0                                                                                       |                                                                                         |   |   |                                                              |                                                              |                                                              |                                                              |                                                              |   |  |                   |                   |                   |  |
|  |                        |                        |                                |                                |           |                       |                       |                       |   | Odisha | Odisha                                                                                  | 0                                                                                       | 0                                                                                       | 0                                                                                       |                                                                                         |   |   |                                                              |                                                              |                                                              |                                                              |                                                              |   |  |                   |                   |                   |  |
|  |                        |                        | Central Coast Mariners         | Central Coast Mariners         | 4         | 0                     | 4                     |                       |   |        |                                                                                         |                                                                                         |                                                                                         |                                                                                         |                                                                                         |   |   |                                                              |                                                              |                                                              |                                                              |                                                              |   |  |                   |                   |                   |  |
|  |                        |                        | Central Coast Mariners         | Central Coast Mariners         | 4         | 0                     | 4                     |                       |   |        |                                                                                         |                                                                                         |                                                                                         |                                                                                         |                                                                                         |   |   |                                                              |                                                              |                                                              |                                                              |                                                              |   |  |                   |                   |                   |  |
|  |                        |                        |                                |                                |           |                       |                       |                       |   |        |                                                                                         |                                                                                         |                                                                                         |                                                                                         |                                                                                         |   |   |                                                              |                                                              |                                                              |                                                              |                                                              |   |  |                   |                   |                   |  |
|  |                        |                        |                                |                                |           |                       |                       |                       |   |        |                                                                                         |                                                                                         |                                                                                         |                                                                                         |                                                                                         |   |   |                                                              |                                                              |                                                              |                                                              |                                                              |   |  |                   |                   |                   |  |
|  |                        |                        |                                |                                |           |                       |                       |                       |   |        |                                                                                         |                                                                                         |                                                                                         |                                                                                         |                                                                                         |   |   |                                                              |                                                              |                                                              |                                                              |                                                              |   |  |                   |                   |                   |  |
|  |                        |                        |                                |                                |           |                       |                       |                       |   |        |                                                                                         |                                                                                         |                                                                                         |                                                                                         |                                                                                         |   |   |                                                              |                                                              |                                                              |                                                              |                                                              |   |  |                   |                   |                   |  |
|  |                        |                        |                                |                                |           |                       |                       |                       |   |        |                                                                                         |                                                                                         |                                                                                         |                                                                                         |                                                                                         |   |   |                                                              |                                                              |                                                              |                                                              |                                                              |   |  |                   |                   |                   |  |
|  |                        |                        |                                |                                |           |                       |                       |                       |   |        |                                                                                         |                                                                                         |                                                                                         |                                                                                         |                                                                                         |   |   |                                                              |                                                              |                                                              |                                                              |                                                              |   |  |                   |                   |                   |  |
|  |                        |                        |                                |                                |           |                       |                       |                       |   |        |                                                                                         |                                                                                         |                                                                                         |                                                                                         |                                                                                         |   |   |                                                              |                                                              |                                                              |                                                              |                                                              |   |  |                   |                   |                   |  |
|  |                        |                        |                                |                                |           |                       |                       |                       |   |        |                                                                                         |                                                                                         |                                                                                         |                                                                                         |                                                                                         |   |   |                                                              |                                                              |                                                              |                                                              |                                                              |   |  |                   |                   |                   |  |
|  |                        |                        |                                |                                |           |                       |                       |                       |   |        |                                                                                         |                                                                                         |                                                                                         |                                                                                         |                                                                                         |   |   |                                                              |                                                              |                                                              | Central Coast Mariners                                       | Central Coast Mariners                                       | 1 |  |                   |                   |                   |  |
|  |                        |                        |                                |                                |           |                       |                       |                       |   |        |                                                                                         |                                                                                         |                                                                                         |                                                                                         |                                                                                         |   |   |                                                              |                                                              |                                                              |                                                              |                                                              | 1 |  |                   |                   |                   |  |
|  |                        |                        | Al-Ahed                        | Al-Ahed                        | 0         |                       |                       |                       |   |        |                                                                                         |                                                                                         |                                                                                         |                                                                                         |                                                                                         |   |   |                                                              |                                                              |                                                              |                                                              |                                                              |   |  |                   |                   |                   |  |
|  |                        |                        | Al-Ahed                        | Al-Ahed                        | 0         |                       |                       |                       |   |        |                                                                                         |                                                                                         |                                                                                         |                                                                                         |                                                                                         |   |   |                                                              |                                                              |                                                              |                                                              |                                                              |   |  |                   |                   |                   |  |
|  |                        |                        |                                |                                |           |                       |                       |                       |   |        |                                                                                         |                                                                                         |                                                                                         |                                                                                         |                                                                                         |   |   |                                                              |                                                              |                                                              |                                                              |                                                              |   |  |                   |                   |                   |  |
|  |                        |                        |                                |                                |           |                       |                       |                       |   |        |                                                                                         |                                                                                         |                                                                                         |                                                                                         |                                                                                         |   |   |                                                              |                                                              |                                                              |                                                              |                                                              |   |  |                   |                   |                   |  |
|  |                        |                        |                                |                                |           |                       |                       |                       |   |        |                                                                                         |                                                                                         |                                                                                         |                                                                                         |                                                                                         |   |   |                                                              |                                                              |                                                              |                                                              |                                                              |   |  |                   |                   |                   |  |
|  |                        |                        |                                |                                |           |                       |                       |                       |   |        |                                                                                         |                                                                                         |                                                                                         |                                                                                         |                                                                                         |   |   |                                                              |                                                              |                                                              |                                                              |                                                              |   |  |                   |                   |                   |  |
|  |                        |                        |                                |                                |           |                       |                       |                       |   |        |                                                                                         |                                                                                         |                                                                                         |                                                                                         |                                                                                         |   |   |                                                              |                                                              |                                                              |                                                              |                                                              |   |  |                   |                   |                   |  |
|  |                        |                        |                                |                                |           |                       |                       |                       |   |        |                                                                                         |                                                                                         |                                                                                         |                                                                                         |                                                                                         |   |   |                                                              |                                                              |                                                              |                                                              |                                                              |   |  |                   |                   |                   |  |
|  |                        |                        |                                |                                |           |                       |                       |                       |   |        |                                                                                         |                                                                                         |                                                                                         |                                                                                         |                                                                                         |   |   |                                                              |                                                              |                                                              |                                                              |                                                              |   |  |                   |                   |                   |  |
|  |                        |                        |                                |                                |           |                       |                       |                       |   |        |                                                                                         |                                                                                         |                                                                                         |                                                                                         |                                                                                         |   |   |                                                              |                                                              |                                                              |                                                              |                                                              |   |  |                   |                   |                   |  |
|  |                        |                        |                                |                                |           |                       | Al-Ahed               | Al-Ahed               | 0 | 1      | 1 (4)                                                                                   |                                                                                         |                                                                                         |                                                                                         |                                                                                         |   |   |                                                              |                                                              |                                                              |                                                              |                                                              |   |  |                   |                   |                   |  |
|  |                        |                        |                                |                                |           |                       |                       |                       | 0 | 1      | 1 (4)                                                                                   |                                                                                         |                                                                                         |                                                                                         |                                                                                         |   |   |                                                              |                                                              |                                                              |                                                              |                                                              |   |  |                   |                   |                   |  |
|  |                        |                        | Al-Kahraba                     | Al-Kahraba                     | 1         | 0                     | 1 (2)                 |                       |   |        |                                                                                         |                                                                                         |                                                                                         |                                                                                         |                                                                                         |   |   |                                                              |                                                              |                                                              |                                                              |                                                              |   |  |                   |                   |                   |  |
|  |                        |                        | Al-Kahraba                     | Al-Kahraba                     | 1         | 0                     | 1 (2)                 |                       |   |        |                                                                                         |                                                                                         |                                                                                         |                                                                                         |                                                                                         |   |   |                                                              |                                                              |                                                              |                                                              |                                                              |   |  |                   |                   |                   |  |
|  |                        |                        |                                |                                |           |                       |                       |                       |   |        |                                                                                         |                                                                                         |                                                                                         |                                                                                         |                                                                                         |   |   |                                                              |                                                              |                                                              |                                                              |                                                              |   |  |                   |                   |                   |  |
|  |                        |                        |                                |                                |           |                       |                       |                       |   |        |                                                                                         |                                                                                         |                                                                                         |                                                                                         |                                                                                         |   |   |                                                              |                                                              |                                                              |                                                              |                                                              |   |  |                   |                   |                   |  |
|  |                        |                        |                                |                                |           |                       |                       |                       |   |        |                                                                                         |                                                                                         |                                                                                         |                                                                                         |                                                                                         |   |   |                                                              |                                                              |                                                              |                                                              |                                                              |   |  |                   |                   |                   |  |
|  |                        |                        |                                |                                |           |                       |                       |                       |   |        |                                                                                         |                                                                                         |                                                                                         |                                                                                         |                                                                                         |   |   |                                                              |                                                              |                                                              |                                                              |                                                              |   |  |                   |                   |                   |  |
|  |                        |                        |                                |                                |           |                       |                       |                       |   |        |                                                                                         |                                                                                         |                                                                                         |                                                                                         |                                                                                         |   |   |                                                              |                                                              |                                                              |                                                              |                                                              |   |  |                   |                   |                   |  |
|  |                        |                        |                                |                                |           |                       |                       |                       |   |        |                                                                                         |                                                                                         |                                                                                         |                                                                                         |                                                                                         |   |   |                                                              |                                                              |                                                              |                                                              |                                                              |   |  |                   |                   |                   |  |
|  |                        |                        |                                |                                |           |                       |                       |                       |   |        |                                                                                         |                                                                                         |                                                                                         |                                                                                         |                                                                                         |   |   |                                                              |                                                              |                                                              |                                                              |                                                              |   |  |                   |                   |                   |  |
|  |                        |                        |                                |                                |           |                       |                       |                       |   |        |                                                                                         |                                                                                         |                                                                                         |                                                                                         |                                                                                         |   |   |                                                              |                                                              |                                                              |                                                              |                                                              |   |  |                   |                   |                   |  |
|  |                        |                        |                                |                                |           |                       |                       |                       |   |        |                                                                                         |                                                                                         |                                                                                         | Al-Ahed                                                                                 | Al-Ahed                                                                                 | 1 | 2 | 3                                                            |                                                              |                                                              |                                                              |                                                              |   |  |                   |                   |                   |  |
|  |                        |                        |                                |                                |           |                       |                       |                       |   |        |                                                                                         |                                                                                         |                                                                                         |                                                                                         |                                                                                         | 1 | 2 | 3                                                            |                                                              |                                                              |                                                              |                                                              |   |  |                   |                   |                   |  |
|  |                        |                        | Al-Nahda                       | Al-Nahda                       | 0         | 2                     | 2                     |                       |   |        |                                                                                         |                                                                                         |                                                                                         |                                                                                         |                                                                                         |   |   |                                                              |                                                              |                                                              |                                                              |                                                              |   |  |                   |                   |                   |  |
|  |                        |                        | Al-Nahda                       | Al-Nahda                       | 0         | 2                     | 2                     |                       |   |        |                                                                                         |                                                                                         |                                                                                         |                                                                                         |                                                                                         |   |   |                                                              |                                                              |                                                              |                                                              |                                                              |   |  |                   |                   |                   |  |
|  |                        |                        |                                |                                |           |                       |                       |                       |   |        |                                                                                         |                                                                                         |                                                                                         |                                                                                         |                                                                                         |   |   |                                                              |                                                              |                                                              |                                                              |                                                              |   |  |                   |                   |                   |  |
|  |                        |                        |                                |                                |           |                       |                       |                       |   |        |                                                                                         |                                                                                         |                                                                                         |                                                                                         |                                                                                         |   |   |                                                              |                                                              |                                                              |                                                              |                                                              |   |  |                   |                   |                   |  |
|  |                        |                        |                                |                                |           |                       |                       |                       |   |        |                                                                                         |                                                                                         |                                                                                         |                                                                                         |                                                                                         |   |   |                                                              |                                                              |                                                              |                                                              |                                                              |   |  |                   |                   |                   |  |
|  |                        |                        |                                |                                |           |                       |                       |                       |   |        |                                                                                         |                                                                                         |                                                                                         |                                                                                         |                                                                                         |   |   |                                                              |                                                              |                                                              |                                                              |                                                              |   |  |                   |                   |                   |  |
|  |                        |                        |                                |                                |           |                       |                       |                       |   |        |                                                                                         |                                                                                         |                                                                                         |                                                                                         |                                                                                         |   |   |                                                              |                                                              |                                                              |                                                              |                                                              |   |  |                   |                   |                   |  |
|  |                        |                        |                                |                                |           |                       |                       |                       |   |        |                                                                                         |                                                                                         |                                                                                         |                                                                                         |                                                                                         |   |   |                                                              |                                                              |                                                              |                                                              |                                                              |   |  |                   |                   |                   |  |
|  |                        |                        |                                |                                |           |                       |                       |                       |   |        |                                                                                         |                                                                                         |                                                                                         |                                                                                         |                                                                                         |   |   |                                                              |                                                              |                                                              |                                                              |                                                              |   |  |                   |                   |                   |  |
|  |                        |                        |                                |                                |           |                       |                       |                       |   |        |                                                                                         |                                                                                         |                                                                                         |                                                                                         |                                                                                         |   |   |                                                              |                                                              |                                                              |                                                              |                                                              |   |  |                   |                   |                   |  |
|  |                        |                        |                                |                                |           |                       | Al-Riffa              | Al-Riffa              | 1 | 1      | 2                                                                                       |                                                                                         |                                                                                         |                                                                                         |                                                                                         |   |   |                                                              |                                                              |                                                              |                                                              |                                                              |   |  |                   |                   |                   |  |
|  |                        |                        |                                |                                |           |                       |                       |                       | 1 | 1      | 2                                                                                       |                                                                                         |                                                                                         |                                                                                         |                                                                                         |   |   |                                                              |                                                              |                                                              |                                                              |                                                              |   |  |                   |                   |                   |  |
|  |                        |                        | Al-Nahda (t. s.)               | Al-Nahda (t. s.)               | 1         | 3                     | 4                     |                       |   |        |                                                                                         |                                                                                         |                                                                                         |                                                                                         |                                                                                         |   |   |                                                              |                                                              |                                                              |                                                              |                                                              |   |  |                   |                   |                   |  |
|  |                        |                        | Al-Nahda (t. s.)               | Al-Nahda (t. s.)               | 1         | 3                     | 4                     |                       |   |        |                                                                                         |                                                                                         |                                                                                         |                                                                                         |                                                                                         |   |   |                                                              |                                                              |                                                              |                                                              |                                                              |   |  |                   |                   |                   |  |
|  |                        |                        |                                |                                |           |                       |                       |                       |   |        |                                                                                         |                                                                                         |                                                                                         |                                                                                         |                                                                                         |   |   |                                                              |                                                              |                                                              |                                                              |                                                              |   |  |                   |                   |                   |  |
|  |                        |                        |                                |                                |           |                       |                       |                       |   |        |                                                                                         |                                                                                         |                                                                                         |                                                                                         |                                                                                         |   |   |                                                              |                                                              |                                                              |                                                              |                                                              |   |  |                   |                   |                   |  |
|  |                        |                        |                                |                                |           |                       |                       |                       |   |        |                                                                                         |                                                                                         |                                                                                         |                                                                                         |                                                                                         |   |   |                                                              |                                                              |                                                              |                                                              |                                                              |   |  |                   |                   |                   |  |
|  |                        |                        |                                |                                |           |                       |                       |                       |   |        |                                                                                         |                                                                                         |                                                                                         |                                                                                         |                                                                                         |   |   |                                                              |                                                              |                                                              |                                                              |                                                              |   |  |                   |                   |                   |  |
|  |                        |                        |                                |                                |           |                       |                       |                       |   |        |                                                                                         |                                                                                         |                                                                                         |                                                                                         |                                                                                         |   |   |                                                              |                                                              |                                                              |                                                              |                                                              |   |  |                   |                   |                   |  |
|  |                        |                        |                                |                                |           |                       |                       |                       |   |        |                                                                                         |                                                                                         |                                                                                         |                                                                                         |                                                                                         |   |   |                                                              |                                                              |                                                              |                                                              |                                                              |   |  |                   |                   |                   |  |
|  |                        |                        |                                |                                |           |                       |                       |                       |   |        |                                                                                         |                                                                                         |                                                                                         |                                                                                         |                                                                                         |   |   |                                                              |                                                              |                                                              |                                                              |                                                              |   |  |                   |                   |                   |  |
|  |                        |                        |                                |                                |           |                       |                       |                       |   |        |                                                                                         |                                                                                         |                                                                                         |                                                                                         |                                                                                         |   |   |                                                              |                                                              |                                                              |                                                              |                                                              |   |  |                   |                   |                   |  |
|  |                        |                        |                                |                                |           |                       |                       |                       |   |        |                                                                                         |                                                                                         |                                                                                         |                                                                                         |                                                                                         |   |   |                                                              |                                                              |                                                              |                                                              |                                                              |   |  |                   |                   |                   |  |
|  |                        |                        |                                |                                |           |                       |                       |                       |   |        |                                                                                         |                                                                                         |                                                                                         |                                                                                         |                                                                                         |   |   |                                                              |                                                              |                                                              |                                                              |                                                              |   |  |                   |                   |                   |  |

### Primera ronda
- Zona ASEAN

Macarthur – Sabah
| 13 de febrero de 2024 | Macarthur                  | 3:0 (1:0) | Sabah | Estadio Campbelltown, Leumeah                              |                                                            |
| 18:00 (UTC+11)        | Dávila 40' · Drew 46', 80' | Reporte   |       | Asistencia: 2225 espectadores Árbitro(s): Nasrullo Kabirov | Asistencia: 2225 espectadores Árbitro(s): Nasrullo Kabirov |

Central Coast Mariners – Phnom Penh Crown
| 13 de febrero de 2024 | Central Coast Mariners               | 4:0 (1:0) | Phnom Penh Crown | Estadio Central Coast, Gosford                             |                                                            |
| 20:00 (UTC+11)        | Reec 37' · Edmondson 72', 78', 90+4' | Reporte   |                  | Asistencia: 2014 espectadores Árbitro(s): Pranjal Banerjee | Asistencia: 2014 espectadores Árbitro(s): Pranjal Banerjee |

### Segunda ronda
- Zona ASEAN

Macarthur – Central Coast Mariners
| 22 de febrero de 2024 | Macarthur             | 2:3 (1:1, 0:0) (t. s.) | Central Coast Mariners                    | Estadio Campbelltown, Leumeah                            |                                                          |
| 19:00 (UTC+11)        | Dávila 88' · Rose 92' | Reporte                | Torres 81' · Doka 105+3' · Barcellos 120' | Asistencia: 2827 espectadores Árbitro(s): Ammar Mahfoodh | Asistencia: 2827 espectadores Árbitro(s): Ammar Mahfoodh |

### Tercera ronda
- Interzonal ASEAN/Sur de Asia/Asia Oriental/Asia Central

Taichung Futuro – Abdish-Ata Kant
| Ida; 6 de marzo de 2024 | Abdish-Ata Kant                                                                 | 5:0 (2:0) | Taichung Futuro | Estadio Dolen Omurzakov, Biskek                         |                                                         |
| 18:00 (UTC+6)           | Zhyrgalbek 14' · Batyrkanov 45+1' · Uzdenov 85' · Akhmataliev 87' · Çaryýew 90' | Reporte   |                 | Asistencia: 4059 espectadores Árbitro(s): Bijan Heydari | Asistencia: 4059 espectadores Árbitro(s): Bijan Heydari |

| Vuelta; 13 de marzo de 2024 | Taichung Futuro | 1:3 (1:0) (Global 1:8) | Abdish-Ata Kant                             | Nanzih Football Stadium, Kaohsiung                     |                                                        |
| 16:00 (UTC+8)               | Estama 2'       | Reporte                | Musabekov 60' · Uzdenov 63' · Sarykbaev 81' | Asistencia: 115 espectadores Árbitro(s): Yahya Almulla | Asistencia: 115 espectadores Árbitro(s): Yahya Almulla |

Odisha – Central Coast Mariners
| Ida; 7 de marzo de 2024 | Central Coast Mariners                          | 4:0 (1:0) | Odisha | Estadio Central Coast, Gosford                           |                                                          |
| 19:00 (UTC+11)          | Doka 36', 77' (pen.) · Roux 52' · Barcellos 89' | Reporte   |        | Asistencia: 2674 espectadores Árbitro(s): Qasim Al-Hatmi | Asistencia: 2674 espectadores Árbitro(s): Qasim Al-Hatmi |

| Vuelta; 14 de marzo de 2024 | Odisha | 0:0 (Global 0:4) | Central Coast Mariners | Estadio Kalinga, Bhubaneshwar                               |                                                             |
| 15:30 (UTC+5:30)            |        | Reporte          |                        | Asistencia: 2711 espectadores Árbitro(s): Majed Al-Shamrani | Asistencia: 2711 espectadores Árbitro(s): Majed Al-Shamrani |

- Zona del Oeste de Asia

Al-Ahed – Al-Kahraba
| Ida; 13 de febrero de 2024 | Al-Ahed | 0:1 (0:1) | Al-Kahraba | Complejo Deportivo del Sultan Qaboos, Mascate (Omán)  |                                                       |
| 20:00 (UTC+4)              |         | Reporte   | Midani 20' | Asistencia: 150 espectadores Árbitro(s): Ahmed Al-Ali | Asistencia: 150 espectadores Árbitro(s): Ahmed Al-Ali |

| Vuelta; 20 de febrero de 2024 | Al-Kahraba                        | 0:1 (0:1, 0:0) (t. s.)(2:4 p.)(Global 1:1) | Al-Ahed                                     | Estadio Internacional, Basora                                 |                                                               |
| 19:00 (UTC+3)                 |                                   | Reporte                                    | Erwin 85'                                   | Asistencia: 12 754 espectadores Árbitro(s): Sadullo Gulmurodi | Asistencia: 12 754 espectadores Árbitro(s): Sadullo Gulmurodi |
|                               |                                   | Tiros desde el punto penal                 |                                             |                                                               |                                                               |
|                               | Al-Amir · Salim · Khalil · Midani |                                            | Darwich · Haidar · Al-Zein · Michel · Matar |                                                               |                                                               |

Al-Nahda – Al-Riffa
| Ida; 12 de febrero de 2024 | Al-Riffa  | 1:1 (0:0) | Al-Nahda | Estadio Ciudad Deportiva Califa, Madinat 'Isa          |                                                        |
| 19:00 (UTC+3)              | Haram 62' | Reporte   | Gui 77'  | Asistencia: 919 espectadores Árbitro(s): Hassan Akrami | Asistencia: 919 espectadores Árbitro(s): Hassan Akrami |

| Vuelta; 19 de febrero de 2024 | Al-Nahda                                  | 3:1 (1:1, 0:1) (t. s.)(Global 4:2) | Al-Riffa | Complejo Deportivo del Sultan Qaboos, Mascate          |                                                        |
| 20:00 (UTC+4)                 | Bwalya 59' · Al-Saadi 94' · Al-Sabhi 107' | Reporte                            | Isa 33'  | Asistencia: 4324 espectadores Árbitro(s): Kim Dae-yong | Asistencia: 4324 espectadores Árbitro(s): Kim Dae-yong |

### Semifinales
- Interzonal ASEAN/Sur de Asia/Asia Oriental/Asia Central

Central Coast Mariners – Abdish-Ata Kant
| Ida; 17 de abril de 2024 | Abdish-Ata Kant | 1:1 (0:0) | Central Coast Mariners | Estadio Dolen Omurzakov, Biskek                          |                                                          |
| 18:00 (UTC+6)            | Uzdenov 90+3'   | Reporte   | Kaltak 81'             | Asistencia: 10 663 espectadores Árbitro(s): Gamini Nivon | Asistencia: 10 663 espectadores Árbitro(s): Gamini Nivon |

| Vuelta; 24 de abril de 2024 | Central Coast Mariners         | 3:0 (0:0) (Global 4:1) | Abdish-Ata Kant | Estadio Central Coast, Gosford                        |                                                       |
| 19:00 (UTC+10)              | Di Pizio 77', 90+1' · Doka 86' | Reporte                |                 | Asistencia: 4723 espectadores Árbitro(s): Kim Hee-gon | Asistencia: 4723 espectadores Árbitro(s): Kim Hee-gon |

- Zona del Oeste de Asia

Al-Ahed – Al-Nahda
| Ida; 16 de abril de 2024 | Al-Ahed       | 1:0 (0:0) | Al-Nahda | Estadio International, Kerbala (Irak)                      |                                                            |
| 19:00 (UTC+3)            | Al Hallak 46' | Reporte   |          | Asistencia: 7632 espectadores Árbitro(s): Faisal Al-Balawi | Asistencia: 7632 espectadores Árbitro(s): Faisal Al-Balawi |

| Vuelta; 23 de abril de 2024 | Al-Nahda                  | 2:2 (0:0) (Global 2:3) | Al-Ahed        | Complejo Deportivo del Sultan Qaboos, Mascate         |                                                       |
| 20:00 (UTC+4)               | Al-Malki 53' · Bwalya 89' | Reporte                | Erwin 82', 87' | Asistencia: 3420 espectadores Árbitro(s): Jumpei Iida | Asistencia: 3420 espectadores Árbitro(s): Jumpei Iida |

### Final
Al-Ahed – Central Coast Mariners
| 5 de mayo de 2024 | Al-Ahed | 0:1 (0:0) | Central Coast Mariners | Sultan Qaboos Sports Complex, Mascate, Omán |                         |
| 20:00 (UTC+4)     |         | Reporte   | Kuol 84'               | Árbitro(s): Omar Al Ali                     | Árbitro(s): Omar Al Ali |

| Al-Ahed | Central Coast Mariners |

| POR          | X | Bandera de ? |
| DEF          | X | Bandera de ? |
| DEF          | X | Bandera de ? |
| DEF          | X | Bandera de ? |
| DEF          | X | Bandera de ? |
| MED          | X | Bandera de ? |
| MED          | X | Bandera de ? |
| MED          | X | Bandera de ? |
| MED          | X | Bandera de ? |
| DEL          | X | Bandera de ? |
| DEL          | X | Bandera de ? |
| Substitutos: |   |              |
| DEL          | X | Bandera de ? |
| DEL          | X | Bandera de ? |
| MED          | X | Bandera de ? |
| MED          | X | Bandera de ? |
| DEL          | X | Bandera de ? |
| DEL          | X | Bandera de ? |
| DEF          | X | Bandera de ? |
| MED          | X | Bandera de ? |
| POR          | X | Bandera de ? |
| POR          | X | Bandera de ? |
| Entrenador:  |   |              |
| Bandera de ? |   |              |

| POR          | X | Bandera de ? |
| DEF          | X | Bandera de ? |
| DEF          | X | Bandera de ? |
| DEF          | X | Bandera de ? |
| DEF          | X | Bandera de ? |
| MED          | X | Bandera de ? |
| MED          | X | Bandera de ? |
| MED          | X | Bandera de ? |
| MED          | X | Bandera de ? |
| DEL          | X | Bandera de ? |
| DEL          | X | Bandera de ? |
| Substitutos: |   |              |
| DEL          | X | Bandera de ? |
| DEL          | X | Bandera de ? |
| MED          | X | Bandera de ? |
| MED          | X | Bandera de ? |
| DEL          | X | Bandera de ? |
| DEL          | X | Bandera de ? |
| DEF          | X | Bandera de ? |
| MED          | X | Bandera de ? |
| POR          | X | Bandera de ? |
| POR          | X | Bandera de ? |
| Entrenador:  |   |              |
| Bandera de ? |   |              |

|                                            |
| Bandera de Australia                       |
| Campeón Central Coast Mariners 1.er título |